# Чернігів
Черні́гів (МФА: [t͡ʃerˈnʲiɦʲiu̯] ( прослухати)) — місто в Україні, адміністративний центр Чернігівської міської громади, обласний центр Чернігівської області та районний центр, Місто-герой.
Належить до найдавніших міст України, заснований наприкінці VII століття при впаданні річки Стрижень у Десну. Чернігів у часи Середньовіччя — одне з головних міст Київської Русі та, за оцінками істориків, одне з найбільших міст тогочасної Європи, столиця Чернігівського князівства, до володінь якого належали, зокрема Кубань, Керченський півострів, Муром, Рязань і частина нинішнього Підмосков'я. 1239 року місто було зруйноване монголами й занепало, проте в XVII столітті одержало Магдебурзьке право та статус центру воєводства у складі Речі Посполитої, а за козацької держави Богдана Хмельницького стало головним містом Чернігівського полку. Завдяки діяльності чернігівських архієпископів Лазара Барановича й Іоанна Максимовича та підтримці гетьмана Івана Мазепи Чернігів перетворився на один із найзначніших осередків освіти й культури в Україні. У місті, зокрема, діяв Чернігівський колегіум — перший вищий навчальний заклад на території Лівобережної України.
Чернігів славиться своїми пам'ятками часів Русі та Гетьманщини. Видатний історик Михайло Грушевський називав його «українською Равенною», порівнюючи з містом у Італії, відомим своїми стародавніми пам'ятками. Історичний центр Чернігова є кандидатом на внесення до переліку об'єктів Світової спадщини ЮНЕСКО.
6 березня 2022 року указом Президента України з метою відзначення подвигу, масового героїзму та стійкості громадян, виявлених у захисті своїх міст під час відсічі збройної російської агресії проти України, місту присвоєно почесну відзнаку «Місто-герой України».

## Географія
Чернігів розташований у західній частині Чернігівської області, у Придніпровській низовині, на правому березі річки Десни.

### Адміністративний устрій міста
Чернігів поділяється на два міські райони: Деснянський та Новозаводський. Райони поділяють місто навпіл (межа пролягає по проспекту Миру): Деснянський — східна частина, Новозаводський — західна частина міста. У місті налічується близько 550 вулиць, проспектів, бульварів, площ, провулків, скверів та узвозів, а саме, близько 400 вулиць, 100 провулків, 2 проспекти. Вулиці, провулки можна умовно поділити, бо місто поділене на 2 райони.

### Клімат
Місто знаходиться в зоні, яка характеризується континентальним кліматом. Найтепліший місяць — липень із середньою температурою 18,9 °C (66 °F). Найхолодніший місяць — січень, з середньою температурою −5,6 °С (22 °F).
| Клімат Чернігова        | Клімат Чернігова | Клімат Чернігова | Клімат Чернігова | Клімат Чернігова | Клімат Чернігова | Клімат Чернігова | Клімат Чернігова | Клімат Чернігова | Клімат Чернігова | Клімат Чернігова | Клімат Чернігова | Клімат Чернігова | Клімат Чернігова |
| Показник                | Січ.             | Лют.             | Бер.             | Квіт.            | Трав.            | Черв.            | Лип.             | Серп.            | Вер.             | Жовт.            | Лист.            | Груд.            | Рік              |
| Абсолютний максимум, °C | 8                | 15               | 21               | 25               | 32               | 32               | 32               | 32               | 30               | 25               | 14               | 11               | 32               |
| Середній максимум, °C   | −3               | −2               | 3                | 12               | 19               | 22               | 23               | 22               | 17               | 11               | 3                | 0                | 11               |
| Середня температура, °C | −5               | −5               | 0                | 8                | 14               | 17               | 18               | 17               | 13               | 7                | 1                | −2               | 7                |
| Середній мінімум, °C    | −8               | −7               | −2               | 3                | 8                | 12               | 13               | 12               | 8                | 3                | −1               | −5               | 3                |
| Абсолютний мінімум, °C  | −35              | −27              | −27              | −8               | 0                | 2                | 7                | 2                | −3               | −10              | −22              | −26              | −35              |
| ----------------------- | ---------------- | ---------------- | ---------------- | ---------------- | ---------------- | ---------------- | ---------------- | ---------------- | ---------------- | ---------------- | ---------------- | ---------------- | ---------------- |
| Джерело: Weatherbase    |                  |                  |                  |                  |                  |                  |                  |                  |                  |                  |                  |                  |                  |

## Назва
За переказами і легендами, Чернігів отримав назву на честь першого місцевого князя — Чорного. Наразі відомо чимало різних легенд і переказів пов'язаних із назвою міста. За одними з них, назва міста пов'язується із ім'ям дочки цього ж князя «Чорного», яка викинулася з вікна княжого терему, щоб уникнути наруги з боку ворогів, які стояли облогою навколо міста. Інші легенди кажуть, що Чернігів завдячує своєю назвою темним, дрімучим, «чорним», лісам, які з усіх боків оточували місто. Також існує версія про велику кількість «серн», тобто сарн, які населяли околиці цієї місцевості. І ніби, з часом, назва міста змінилася з Сернігів на Чернігів.

## Історія

### Стародавні часи та середньовіччя
На території сучасного Чернігова виявлені сліди заселення з неоліту і бронзової доби. Наприкінці VII століття в середній течії річки Десна тут виникло укріплене городище.
Вперше Чернігів згадується в літописі під 907 роком в «трактаті князя Олега з греками». У ранньому середньовіччі місто було укріпленим городищем, а з IX століття увійшло до складу Київської Русі, випередивши Любеч стало найважливішим і найбагатшим містом держави поряд із Києвом і Новгородом.

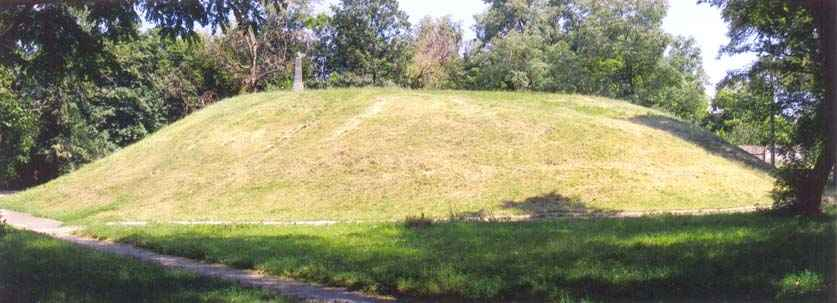
Чорна могила
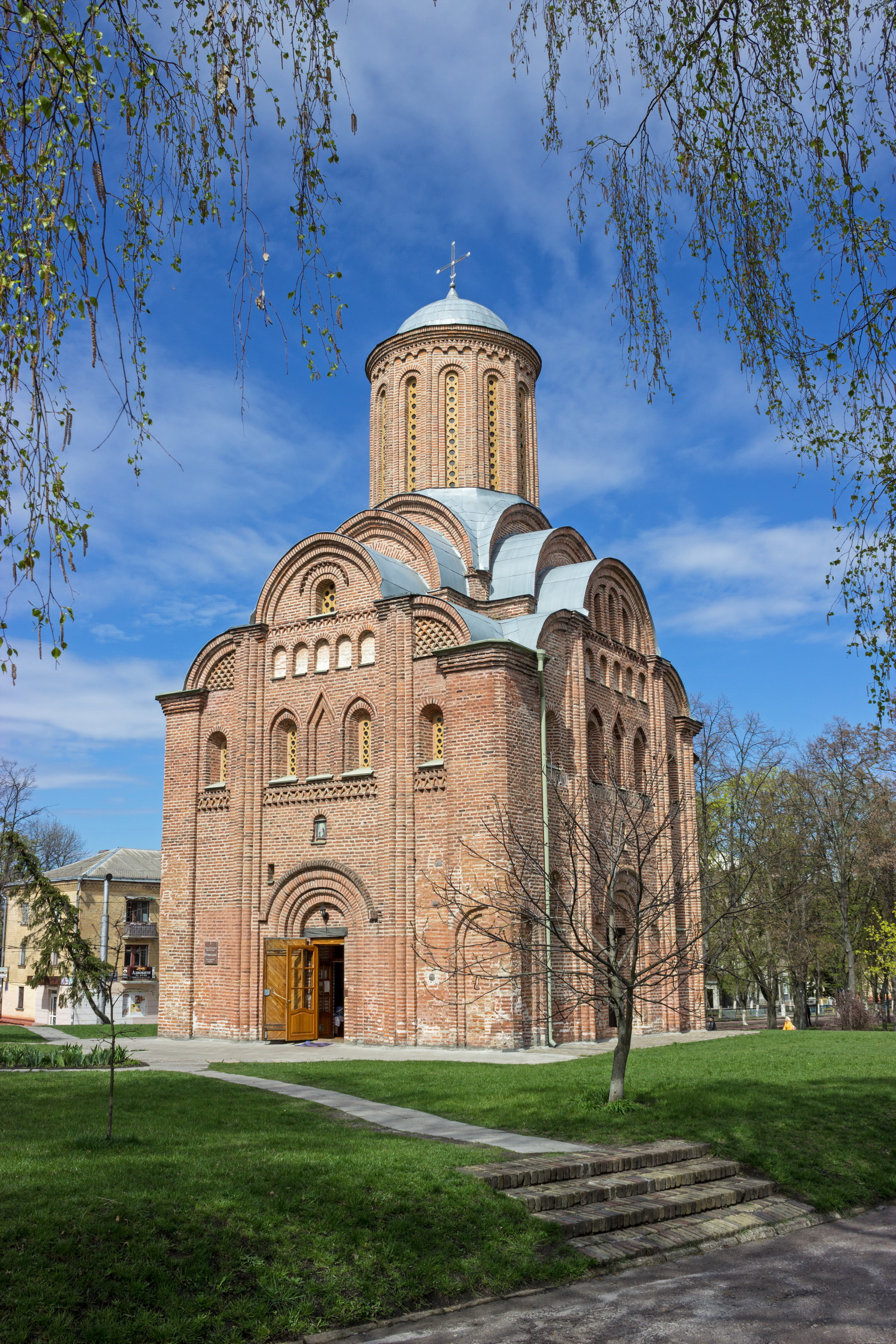
П'ятницька церква княжої доби в Чернігові

У XI—XIII століттях Чернігів був центром Сіверщини і Чернігівського удільного князівства. Першим у ньому господарював Мстислав Володимирович, брат Ярослава Мудрого. Цей князь побудував новий кам'яний княжий двір і почав будівництво Спаського собору. Після його смерті Чернігів опанував його брат Ярослав, а згодом племінник Святослав Ярославич, родоначальник чернігівської княжої династії Святославичів.
Зусиллями князів і Київської митрополії наприкінці XI століття в Чернігові засновано єпархію, яка включала у себе широкі простори східної Русі.
У княжу добу Чернігів знаходився на плато між річкою Десною та її притокою Стрижнем. У центрі міста був розташований замок із княжим двором — дитинець, до якого прилягав окольний град — передгороддя і район Третяк, де мешкали купці й ремісники. Кожна частина Чернігова мала свої оборонні вали. Над Десною лежав торговий Поділ. У середині XII століття територія міста без Подолу становила близько 120 га.
Управління чернігівської княжої династії створювало належні умови для розвитку культури міста і залежних володінь. Це відбилося насамперед на архітектурі й образотворчому мистецтві. Чернігівські монументальні будови XI—XII століть, особливо церкви і собори, були видатними пам'ятками тієї доби. У першій половині XI століття в центрі дитинця постав Спасо-Преображенський собор. Протягом XII століття — початку XIII століття побудовано собор Бориса й Гліба (Чернігів), Іллінську, Благовіщенську, Михайлівську церкви, Успенський собор Єлецького монастиря, П'ятницьку церкву. Чернігівці княжої доби залишили свій слід також у літературі Русі. Зокрема, чернігівський ігумен Данило є автором опису мандрівки до Святої Землі кінця XI — поч. XII століття. Уривки Чернігівського літопису, що не зберігся, знаходимо у пізніших літописних збірниках.
Монгольська навала перервала зростання Чернігова на тривалий час. Місто опинилося в складі держави Золотої орди. Центром Сіверської землі став Брянськ.
У 1353 році Чернігів увійшов до складу Великого князівства Литовського і Руського, а у 1503 році був завойований Московією. Завойовники звели на узбіччях дитинця фортецю і розбудували передгороддя.
Чернігів не раз зазнавав руйнації від нападів татар. Особливо місто постраждало під час їхніх походів у 1482 і 1497 роках.
1579 року замок і місто намагалося захопити військо короля Стефана Баторія під командуванням князів Костянтина Василя Острозького та Михайла Вишневецького. Взяти замок не змогли, але підпалили.
У 1618 році за Деулінським перемир'ям Чернігів перейшов від Московії до Речі Посполитої. У 1623 році місто отримало магдебурзьке право, магістрат і герб, а з 1635 року стало центром Чернігівського воєводства.
Соціокультурний розвиток Чернігова у XIV — XVI століттях гальмувався через постійні війни Великого князівства Литовського і Руського та Московії. Ці держави боролися за домінування у Східній Європі, перманентно спустошуючи Чернігівщину і Сіверщину. Перші паростки культурного відродження з'явилися із настанням XVII століття. Зокрема, архімандрит Єлецького монастиря Кирило Ставровецький збудував у 1646 році в Чернігові першу друкарню.

### Чернігів у гетьманський період

#### Події 1648—1653рр. в Чернігові і його околиці
Чернігів став одним із перших міст, яке отримало повідомлення про повстання Богдана Хмельницького.
Доведені до відчаю магнатсько-шляхетською тиранією селяни й міщани часто створювали свої окремі загони на місцях і «пановъ своїхъ… ляховъ… ксєндзовъ позабїяли (костелы) попустошили». Стихійний рух поступово переростав у організоване повстання.
Слід зазначити, що в місті перебувала шляхта майже зі всього Лівобережжя. Великий магнат Ярема Вишневецький, тікаючи від повстанців, зупинявся в Чернігові й схиляв шляхту на свій бік, пропонуючи йти разом із ним за Дніпро, на Правобережжя. Однак чернігівська шляхта, не усвідомлюючи ще всієї небезпеки й покладаючись на захист навколишніх лісів, залишилась, сподіваючись відсидітись у міцному замку. Та наприкінці травня козаки підступили до міста, а 13 червня вже стало відомо про облогу Чернігова повстанцями.
Володислав Єжи Халецький писав 3 липня 1648 р. віленському воєводі, що «Черниговъ уже полторы недѣли держится въ осадѣ… Господь Богъ только знаетъ, выдержатъ ли осаждённые, ибо не имея где взять праха, уже не стрѣляютъ съ пушекъ, а только съ ружьёвъ обороняются».
За свідченням джерел, облога Чернігова тривала три тижні. І замок не витримав її. Згідно з відомостями анонімного кореспондента із Варшави від 2 серпня, сусідні з Черніговом міста також здавалися козакам, «выдавая ѣм на муки шляхту католиковъ»; в одному з них «больше чем 800 шляхты вырублено».
Однак під час Визвольної війни Чернігів іще довго продовжував бути ареною для боротьби з лядським військом, магнатами й шляхтою. Становище склалося таким чином, що після Зборівського договору 1649 р. Чернігівщина знову повернулася під контроль польської знаті.
На початку 1651 р. боротьба відновилася. Тут було зосереджено 20 000 осіб Чернігівського полку Мартина Небаби. А незабаром на допомогу чернігівському полковнику прибуло значне підкріплення: Київський і Ніжинський полки. Богдан Хмельницький відправив у Чернігів частину Чигиринського й Кропивнянського полків.
Після звільнення Чернігова козаки намагалися взяти Гомель, але були розбиті у бою під Ріпками.
У результаті численних боїв військові сили України значно вичерпалися. Богдан Хмельницький змушений був піти на підписання миру. 18 вересня 1651 р. підписано Білоцерківський договір. Після цього коронне військо Речі Посполитої знову окупувало Чернігівщину.
Усе це викликало хвилю великого невдоволення з боку народних мас і знову призвело до вибуху боротьби з іноземним володарюванням і місто невдовзі було визволене.
Тим часом литовський гетьман Радзивіл розташував свої полки в білоруських містах Бобруйську, Речиці, Гомелі, Чичерську, Могильові й посилено готувався до наступу на Україну. Знаючи наміри Радзивілла, Богдан Хмельницький не забарився з підготовкою до відбиття ворога. Важливим її плацдармом став Чернігів.
Вирушаючи на боротьбу з королівською армадою, Богдан Хмельницький, на випадок вторгнення Радзивілла, розпорядився залишити «часть войска под Чернеговом, то есть полк нежинскій, переясловскій, чернеговскій противко войска литовского… придавши козакам килка мурз орди…»
Командувачем козацького війська, зосередженого на литовському фронті, був призначений ніжинський полковник Іван Золотаренко. Переяславський полк очолював Іван Іванов, Чернігівський — Степан Подобайло.
Велика сутичка козаків із військом Радзивілла відбулася наприкінці весни 1653 р. під Любечем.

#### Чернігів у складі Гетьманщини

Пам'ятник гетьману України
Іванові Мазепі.

Піднесення життя Чернігова почалося, коли він увійшов до складу Козацько-Гетьманської Держави і став центром Чернігівського полку. На цей час припадає розквіт культурного життя Чернігова, він став одним із найважливіших культурних центрів України.
Культурне відродження Чернігова пов'язане з діяльністю архієпископа Лазаря Барановича, який переніс до Чернігова друкарню, закладену ним у Новгороді-Сіверському в 1675 році. Навколо Барановича утворився літературно-мистецький гурток, до якого належали: архімандрит Єлецького монастиря Іоанікій Галятовський, архідиякон Чернігівської єпархії Антоній Радивиловський, ієромонах Чернігівського Троїцько-Іллінського монастиря Л. Тоболинський, поет Іван Величковський, майбутній архієпископ чернігівський Іван Максимович; гравери: Іван Інокентій Щирський, Леонтій Тарасевич, Н. Зубрицький; архітектори Адам Зерніков (Zörnikau), Іоганн-Баптист Зауер (Іван Баптист) та інші.
З ініціативи Л. Барановича й коштом гетьманського уряду й чернігівської козацької старшини, відновлено і перебудовано в бароковому стилі чернігівські пам'ятки, зокрема Троїцький кафедральний собор (16 ст.). Особливе значення мало створення Чернігівського Колегіуму (1700), який став одним із головних осередків освіти і науки Гетьманщини. У першій половині 18 ст. в Чернігові з'являються нові монументальні споруди: релігійні (барокова Катерининська церква, 1715) й світські (будинок полкової канцелярії, відомий під назвою «Мазепиного будинку» або будинок Якова Лизогуба) будови. У 1783 році збудовано один із перших мостів Чернігова — Красний міст через річку Стрижень.
У 1786 міським головою (бурмистром) був Григорій Бублик.

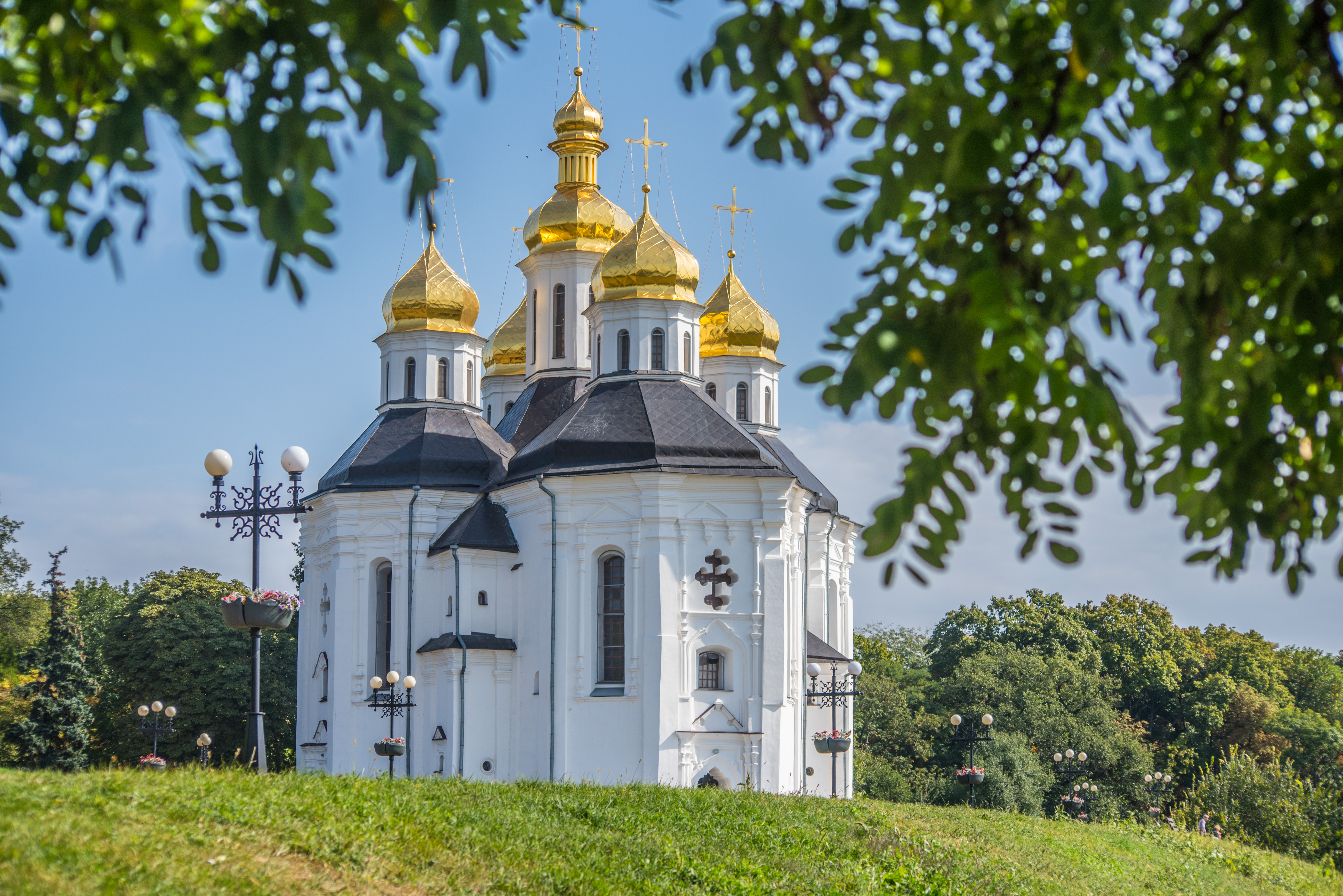
Катерининська церква, один із символів Чернігова

### XVIII—XIX століття
У 1782 Чернігів став центром Чернігівського намісництва Російської імперії, а 1797 — Малоросійської губернії, з 1808 Чернігівської губернії. Тоді місто нараховувало близько 4000 мешканців, у 1844 році їх кількість збільшилася до 12 000, 1897 — до 27 000, 1913 — до 35 000. Економічний характер тогочасного Чернігова був адміністративно-торговельно-ремісничий: дрібна місцева харчова промисловість, цегельні, свічковий і миловарний завод тощо. Чернігів поширювався в західному і північно-західному напрямі.
Хоча Чернігів не був великим містом, він і далі, у другій половині XVIII століття зберігає значення великого культурного центру. Визначними культурними діячами того часу у Чернігові були: О. Щадунський, Дмитро Пащенко (автор монографічного опису Чернігівського намісництва 1781), генеральний суддя Григорій Милорадович, письменник О. Лобисевич, історик М. Марков та інші. На культурному ґрунті Чернігова наприкінці XVIII — на початку XIX століття згуртувалося коло українських «дворянських патріотів», які боронили автономні права України й вимагали визнання дворянських прав для козацького стану: А. Полетика (чернігівський губ. маршал), аматор-історик А. Чепа (товариш малоросійського поштмейстера), Р. Маркевич і Т. Калинський. Вони досліджували історію України, збирали історичні документи, літописи й на підставі їх складали записки про історію й права українського шляхетства, які поширювали на всій території Лівобережної України.

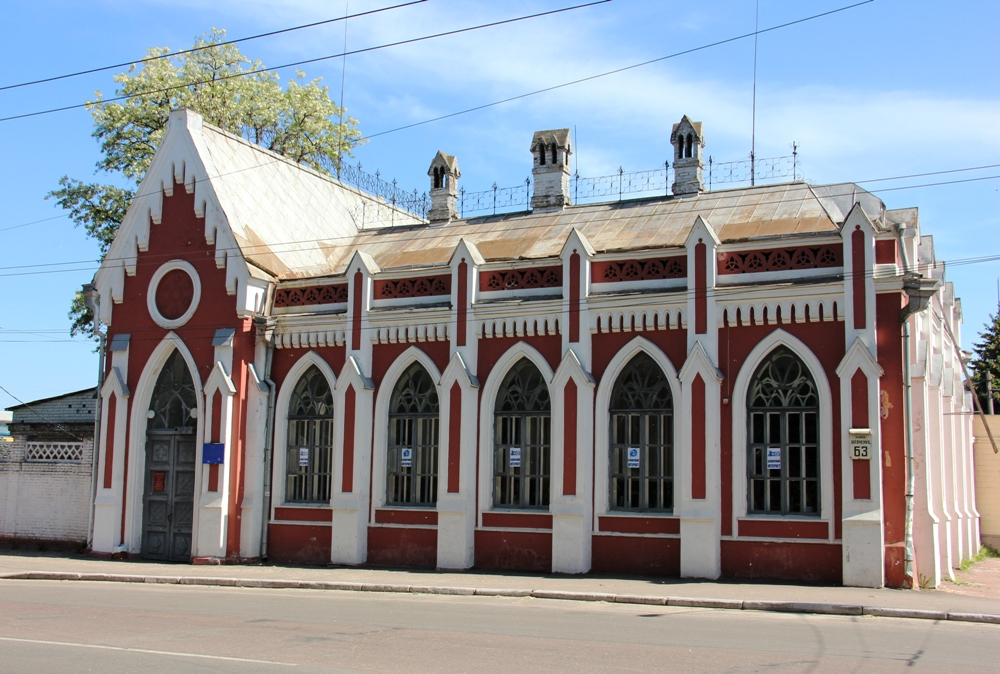
Будинок В. В. Тарновського.

Та найбільше розгорталося культурне життя Чернігова від другої половини XIX століття. На відміну від попередньої епохи з її перевагою локальних і станових дворянських інтересів і прагнень, воно чимраз далі набирало загальнонаціонального українського характеру. У Чернігові працювали історики: О. Лазаревський, граф. Г. Милорадович, О. Ханенко, брати Микола і Митрофан Константиновичі, А. Верзилов, П. Дорошенко та ін.; етнографи О. Маркевич, О. Шишацький-Ілліч, С. Ніс, байкар Л. Глібов, статистики — О. Русов, В. Варзар, П. Червінський, В. Шликевич та ін. Дехто з них належав до Чернігівської Громади, однієї з найрадикальніших в Україні.
Був Чернігів і видавничим центром. Ще з 1858 там почав виходити орган губернатора — тижневик «Черниговские Ведомости» (до 1917). У 1861—1863 pp. Л. Глібов видавав «Черниговскій Листокъ», єдину тоді на Чернігівщині Україні українську газету. Від 1861 до 1911 виходили також «Черниговские єпархиальные известия», а в 1868—1872 роках «Записки» Чернігівського Статистичного Комітету.
За переписом населення 1897 року в Чернігові жило 11 000 євреїв (усе населення 27 000). Вони були зайняті переважно в промисловості і комерції, а також займалися садівництвом і вирощували тютюн.
Під кінець XIX століття культурне життя Чернігова значно активізувалося. Головними його осередками були Чернігівське земство і його статистичний Комітет, Губерніальна Архівна Комісія (заснована 1896 з ініціативи О. Лазаревського й Г. Милорадовича), яка у своїх «Трудах» 1897—1915 рр. видала багато документів, Музей Тарновського, подарований його фундатором В. Тарновським (молодшим). У Чернігівському земстві навколо цих установ об'єднувалися місцеві науковці, педагоги, письменники, митці, діяльність яких нерідко виходить за межі Чернігівщини.

### XX століття

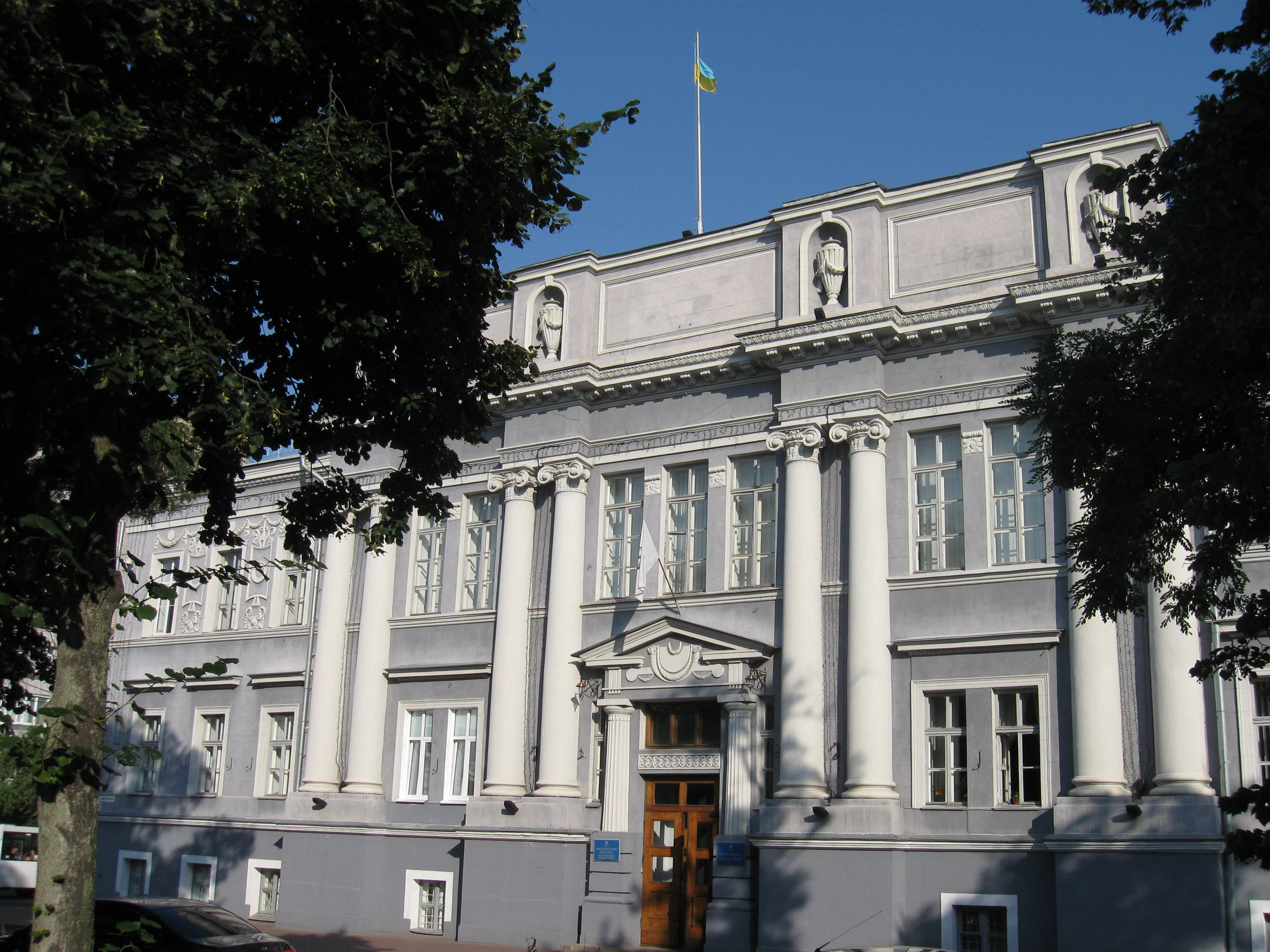
Чернігівська ратуша.

#### Розпад Російської імперії та визвольні змагання
На межі XIX і XX століть жили у Чернігові письменники: М. Коцюбинський (похований у Чернігові), Б. Грінченко, В. Самійленко, М. Вороний, М. Чернявський, маляр І. Рашевський, історик В. Модзалевський та ін. Коло цих визначних діячів гуртувалася й виховувалася українська молодь, здебільшого вихованці Чернігівської гімназії й Духовної семінарії. У 1911 році відбувся в Чернігові XIV Археологічний З'їзд. 1916 засновано Педагогічний Інститут.
Під час радянсько-української війни 1917 року в Чернігові створено загони Вільного Козацтва і влада перейшла в руки Центральної Ради. За української влади пожвавилось українське культурне життя (видавництво «Сіверянська думка», щоденник губернського земства «Чернігівщина», орган губернської Ради Селянських Депутатів «Народне Слово», українські школи тощо). Першого лютого 1918 року Чернігів захопило більшовицьке військо; 12 березня 1918 року він повернувся під владу уряду Української Народної Республіки, але знов був окупований більшовиками 12 січня 1919 року. Від 13 жовтня до 12 листопада 1919 року Чернігів був у руках денікінців.

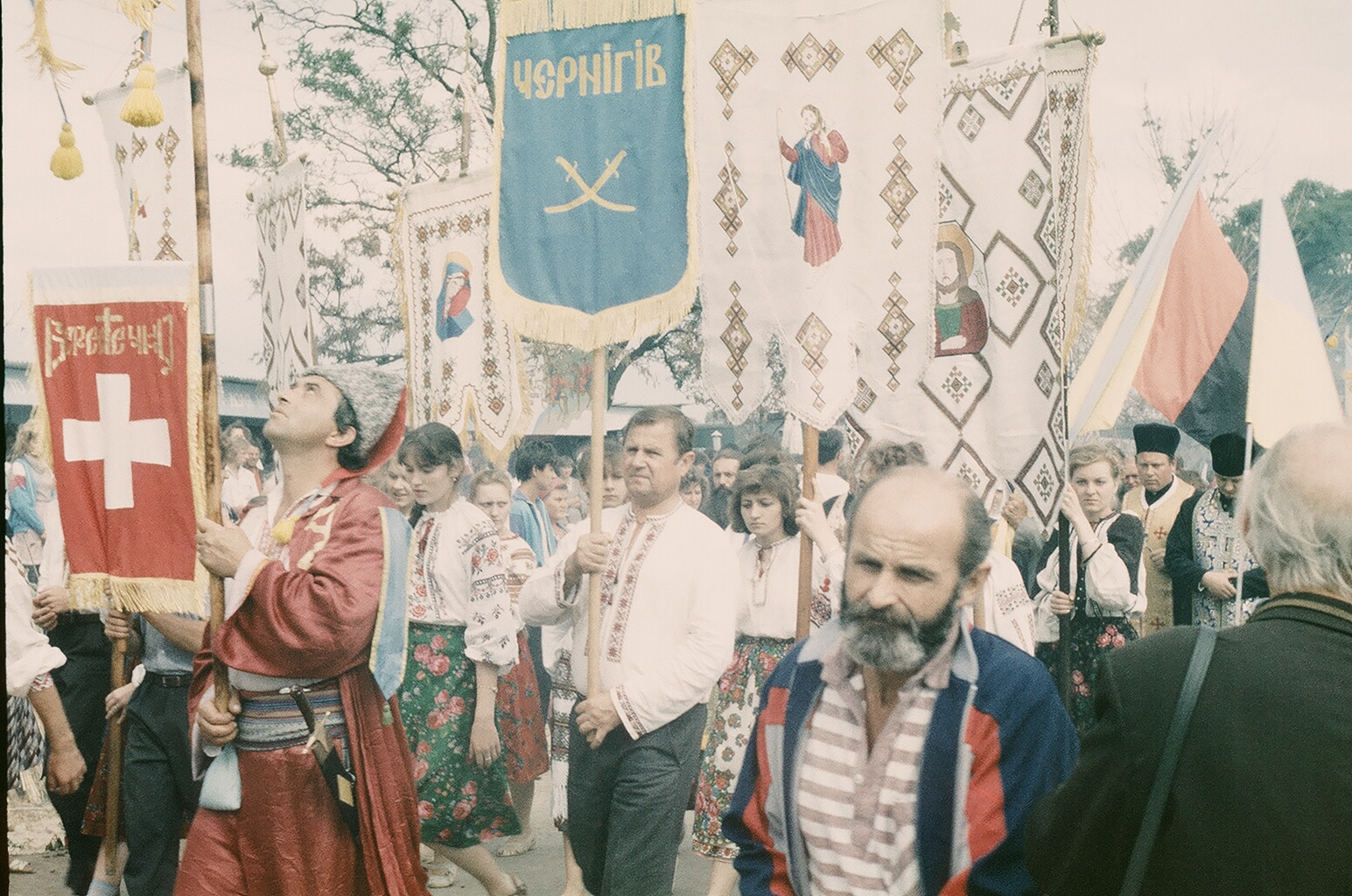
Чернігівська делегація на святі 500-ліття Запорозького козацтва. 1990 р.

Наприкінці 1919 року в Чернігові було остаточно встановлено радянську владу.

#### Радянська окупація України
У 1925—1932 Чернігів був центром Чернігівської округи. В 1932 році утворено Чернігівську область. За переписом 1926 року, Чернігів нараховував 35 200 мешканців, у тому числі 57 % українців, 20 % росіян і 10 % євреїв. За доби п'ятирічок завдяки зростанню промисловості населення Чернігова збільшилося до 69 000. Чернігів зберігає своє значення культурного центру в 1920-х і на початку 1930-х років. Тут діяли: Історичний музей (колишній музей Тарновського, значно збагачений), архів Наукового Товариства Інститут Народної Освіти (з 1920). Діяльність цих установ була щільно пов'язана з ВУАН, зокрема з її історичною секцією та Археологічним Комітетом, з центральними історичними архівами у Києві й Харкові, Інститутом Української Культури ім. Д. Багалія (Харків) та ін. 1926 відкрито театр ім. Шевченка. З Черніговом пов'язані імена письменників Павла Тичини, Івана Кочерги, Василя Еллана-Блакитного, Андрія Заливчого, Івана Коваленка; істориків Петра Савицького, Євгена Онацького, Василя Дубровського, Валентина Шугаєвського, мистецтвознавця О. Гукала тощо.
Місто постраждало під час проведеного радянською владою Голодомору 1932—1933 років, 30 березня 1933 року на «чорну дошку» занесений Чернігівський ліспромгосп, померло щонайменше 3602 жителі Чернігова.
У роки Другої світової війни місто опинилося під німецькою окупацією. Всього за час окупації були вбиті 52453 жителів міста і полонених солдат. 695 осіб були вивезені на примусові роботи в Німеччину. У січні 1942 р. в місті почала діяти група підпільників, яку очолив А. Д. Михайленко, по професії радіотехнік. На заводі «Октябрьский молот» в перші місяці 1942 р. також була організована підпільна група, на чолі з Н. С. Шарим. Робітники займались саботажем виробництва, за що Шарого заарештували і після допитів відправили у табір Дахау. 21 вересня 1943 року Чернігів зайняли радянські війська.
Після Другої світової війни Чернігів відбудовано за генеральним планом (1945, 1958 і 1968) і реконструйовано. Центр міста зовсім перебудовано у 1950—1955 роках (архітектори П. Буклавський, Ігор Ягодовський).
Населення Чернігова зростало швидко: 1959 — 89 585 осіб (у тому числі українці становили 69 %, росіяни — 20 %, євреї — 8 %, поляки — 1 %), 1970 — 158 873 осіб, 1980 — 245 000 осіб. Промисловість Чернігова досягла довоєнного рівня на початку 1950-х років.

### Незалежна Україна

#### Кінець ХХ — початок ХХІ століття
У 1990 році в Чернігові відбулася Ковбасна революція — стихійний виступ жителів міста проти діючої влади у різдвяні дні 1990 року. Події набули широкого резонансу, породили низку аналогічних акцій в інших містах Радянського Союзу. Результатом подій стала зміна обласного і міського партійного керівництва, посилення авторитету опозиційних політичних сил. Ця подія стала однією з передумов незалежності України.
У 2003 р. на основі кількох зубожілих підприємств (Чернігівавтодеталь, ЧЗСА) було сформовано Чернігівський автозавод. Перший автобус з конвеєра ЧАЗа зійшов 19 вересня 2003 року.
21 листопада 2013 р. в Києві на Майдані Незалежності розпочався мітинг на знак протесту проти рішення уряду України заморозити переговори з Євросоюзом щодо угоди про асоціацію. Чернігів приєднався до Євромайдану вже 22 листопада. О 16-й годині під будинком Чернігівської ОДА зібралось близько сотні громадян. Але вже за годину усі розійшлися — завадив дощ. 7 грудня 2014 р. з 13-00 до 15-00 був мітинг, на якому було до 1000 осіб. На 10 грудня біля Красної площі стояли кілька білих агітаційних наметів «Батьківщини» і 2 намети, в яких розміщувалися мітингуючі. Міліції — 2 особи на відстані 100 метрів від намету. Кількість мітингуючих — близько 10 осіб. Роздавали газету «Слово Батьківщини». У ній заклик Юлії Тимошенко «брати владу у свої руки». 20 лютого 2014 р. на молебні про жертв виступів у Києві (Небесна сотня) зібралась повна площа людей.
10 червня 2020 року місто відвідав із робочим візитом президент України Володимир Зеленський. Він відвідав КНП «Обласний центр екстреної медичної допомоги та медицини катастроф», зустрівся із бізнесменами в Шишкіному та відвідав «Чернігівську політехніку».
У 2020 році в Чернігові та області розпочалася епідемія коронавірусу. Перший випадок хвороби в області зафіксовано 26 березня в Борзнянському районі, в Чернігові — 22 квітня. Станом на 12 червня 2020 року в Чернігові було 105 випадків інфікування із 385 по області.

#### Російсько-українська війна
24 лютого 2022 року Росія розпочала повномасштабне вторгнення в Україну.
За наказом командувача Оперативного командування «Північ» генерал-майора Віктора Ніколюка оборону міста очолив полковник Дмитро Брижинський.
На підступах до Чернігова, на трасі Ріпки-Чернігів, першими в бій із російськими загарбниками вступили танкісти 1-ї окремої танкової бригади. Вдалими діями з засідок, при підтримці вогню артилерії, танкісти нанесли втрати передовим підрозділам противника, що дозволило підрозділам Чернігівського гарнізону підготувати, зайняти оборонні позиції навколо міста та організовано вступити в бій з загарбниками. Своєчасне зайняття підрозділами Чернігівського гарнізону бойового порядку навколо міста, забезпечило організований відхід на околиці міста 1-ї танкової бригади.
Російські війська підступили до міста, та, не маючи змоги його захопити, почали масований обстріл його цивільної інфраструктури авіацією та артилерією.

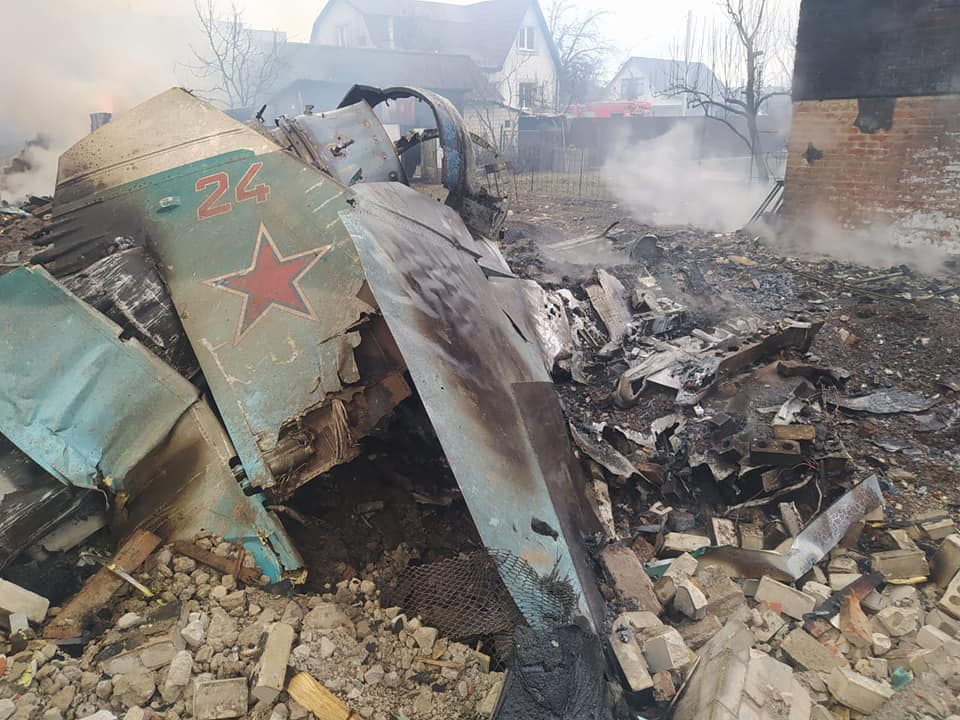
Збитий російський Су-34 в Чернігові 5 березня 2022.

Станом на 22 березня місто, після трьох тижнів безперервних обстрілів, перебувало на межі гуманітарної катастрофи. Уночі з 22 на 23 березня внаслідок російського авіабомбардування було підірвано автомобільний міст через Десну, який слугував сполученням міста з Києвом та всією Україною, що вкрай загострило ситуацію. В місті не було електрики, майже були відсутні вода, газ, зв'язок. Зі слів міського голови Владислава Атрошенка, деякі мікрорайони знищені на 70 %.
Із 3 квітня 2022 року обстріли міста практично припинилися, до міста стали завозити гуманітарну допомогу.
6 березня 2022 року Президент України Володимир Зеленський з метою відзначення подвигу, масового героїзму та стійкості громадян, виявлених у захисті своїх міст під час відсічі збройної агресії Російської Федерації проти України, присвоїв Чернігову почесну відзнаку «Місто-герой України».
Хоча місто і не знаходилося в тимчасовій окупації, це були чи не найважчі часи в історії Чернігова. Деякий час місто знаходилося у кільці, російські війська намагалися пробитися до міста. Але усі спроби було успішно пригнічені зусиллями сміливих захисників міста-героя. Але проти регулярних обстрілів та бомбардувань нічого вдіяти не вдавалось. Страждали як об'єкти інфраструктури, так і житлові будинки.
Чернігів став одним з найбільш зруйнованих міст України після повномасштабного вторгнення Російської Федерації в Україну.

## Символіка

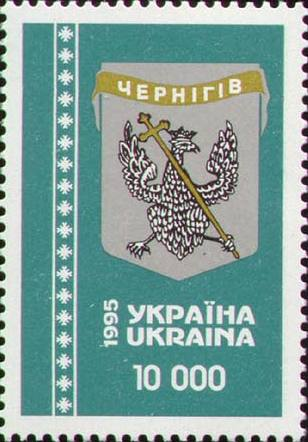
Марка Укрпошти із серії «Герби міст України» - «Чернігів» (1995 рік)

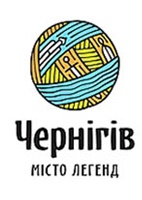
Логотип міста

У Чернігова є свої герб, прапор, гімн і туристичний логотип, які відображають статус міста.
Герб Чернігова затверджений 1 грудня 1992 року Чернігівською міською радою. Він складається зі срібного щита, на якому розташований чорний коронований орел із золотим дзьобом і лапами. Орел тримає лівою лапою по діагоналі золотий хрест. Базою для герба став герб Чернігова і всієї Чернігівщини XVIII—XIX століть.
Прапор Чернігова затверджений 26 червня 2008 року Чернігівською міськрадою. Прапор являє собою прямокутне біле полотнище співвідношенням 2 до 3, у центрі якого розташований чорний одноголовий коронований орел, який лівою лапою тримає золотий хрест. Автор прапора — заслужений діяч мистецтва України — Борис Дєдов. За задумами художника, прапор відображає історичні епохи розвитку міста від козацьких часів і містить основний елемент герба Чернігова. Прапор використовується на всіх офіційних міських заходах.
Гімн Чернігова, затверджений у 2010 р. Був визначений за підсумками загальноміського конкурсу, що тривав більше року. Найкращий зразок гімну міста обраний із 20 заявок. Авторами Гімну територіальної громади Чернігова є композитор Анатолій Ткачук і поет Іван Буренко.
Де-факто девізом Чернігова сьогодні є гасло «Чернігів — місто легенд», він відображений на туристичному логотипі, розробленому в 2010 р. Процес розробки візуальної складової туристичного позиціювання Чернігова розпочався з визначення відмінних рис міста, його унікальностей: старовинні церкви і собори періоду, коли Чернігів був стольним градом могутнього князівства, гармати на Валу, Десна, і головне — легенди, фактично в кожному куточку міста своя легенда. Після тривалого широкого обговорення досить привабливих проєктів зупинилися на логотипі у вигляді клубка (переплетення подій минулого), між нитками якого проступають храм, меч, річка і чернець-привид.

## Населення

### Козацька доба
Історія Чернігова дає яскравий приклад значення політико-адміністративного фактора для життя міста. Після 1648 р., з часів Богдана Хмельницького, Чернігів став центром Чернігівського козацького полку, однак в економічному плані та за чисельністю населення значно відставав від кількох інших міст Сіверської землі (Ніжина, Конотопа, Глухова, Березни).
Більшість дослідників вважають, що в містах Лівобережної України у XVIII ст. проживала невелика кількість населення. Так, згідно з підрахунками дослідників В. Кабузана і А. Перковського, жителі лівобережних міст (включаючи міста і містечка Чернігово-Сіверщини) у другій половині XVIII ст. становили 6,5 % усього населення. В. Голобуцький вважає, що у містах у цей період проживало 6,53 % усього населення. Г. Махнова дійшла висновку, що воно становило 6,36 % усього населення.
У 1666 р. московські чиновники провели перший перепис жителів Чернігова. Вони зафіксували у місті 314 дворів міщан. Вважається, що на той час у кожному дворі мешкало 7—8 людей. Здійснивши приблизні підрахунки, можна припустити, що в місті проживало близько 2 — 2,5 тис. осіб міщанського стану. Цікаво, що в місті майже не було бідних людей — перепис зафіксував лише 12 дворів «убогих» міщан. Оскільки мета перепису полягала у встановленні кола осіб, які могли платити податки, то до нього не потрапили козаки, шляхта і духовенство. Вони були привілейованими прошарками населення і не оподатковувалися. Так само не рахували їхніх працівників і підданих чернігівських монастирів. Тому точні підрахунки всіх мешканців міста за цим переписом, як і за іншими, вже до кінця XVIII ст. неможливі. Можна лише припустити, що у 1666 р. населення Чернігова складало до 3 тисяч осіб. На основі матеріалів сповідних розписів 1739 р. Богоявленської, Вознесенської, Воскресенської, Михайло-Федорівської [Архівовано 7 листопада 2014 у Wayback Machine.], Покровської, Преображенської, Стрітенської, Хрестовоздвиженської, Катерининської церков Чернігова ми можемо визначити демографічну ситуацію міста в сер. XVIII ст.
У всіх церковних приходах Чернігова разом налічувалося 149 (27,7 %) сімей, що належали до типу простих [Архівовано 7 листопада 2014 у Wayback Machine.] або нуклеарних [Архівовано 7 листопада 2014 у Wayback Machine.]. Кількість родичів у них коливалася від 3 до 5 чоловік. До розширених належало 58 (10,8 %) домогосподарств з середньою чисельністю по чоловік. Більшість у церковних приходах Чернігова складали мультифокальні [Архівовано 7 листопада 2014 у Wayback Machine.] або складні [Архівовано 7 листопада 2014 у Wayback Machine.] сім'ї, що утворювалися з кількох нуклеарних сімей або ядер. Їх налічувалося 302 (56,2 %).
Згідно з даними сповідальних книг, всього у церковних приходах міста Чернігова налічувалося 537 домогосподарств, де проживало 3302 мешканці.
Згідно з даними перепису дворів Чернігівського полку 1721 р., в місті зафіксовано 631 двір, у тому числі: козацької старшини — 18, священнослужителів — 19, міщанських — 141, козацьких — 245, бобильських — 178, шинкових — 30. Для визначення чисельності мешканців цифру житлових дворів (601) знову множимо на 6, 7 чи 8 і за такими розрахунками виходить, що населення Чернігова на 1721 р. становило від 3,5 до 4,5 тисячі чоловік, але знову ж таки не слід забувати про умовність і приблизність підрахунків.
За етнічним складом населення регіону було строкатим. Так, Шафонський відзначив, що міщани «грецький благочестивий закон сповідують, і весь спосіб життя і мову малоросійську вживають, і справжніми малоросіянами вважатись можуть». Це підтверджують і офіційні дані, за якими серед міських жителів було лише 50 росіян, а решта — українці. Правда, якщо додати солдат і офіцерів місцевого гарнізону, яких не зараховували до числа жителів, то кількість росіян збільшувалася приблизно на 500 осіб.

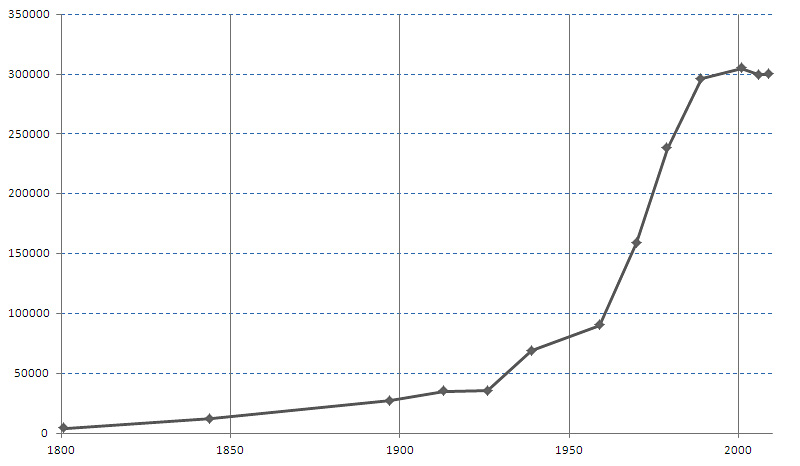
Демографічний розвиток Чернігова.

Населення Чернігова середини XVIII ст. було репрезентоване трьома основними групами: міським патриціатом [Архівовано 12 серпня 2020 у Wayback Machine.], міщанством й міськими низами, які були наділені відповідними правами та обов'язками. Вищу сходинку соціальної ієрархії представляв невеликий за чисельністю міський патриціат: впливові сім'ї, багатіїв, найзаможніші купці та власники ремісничих майстерень. Міщанство становили звичайні повноправні мешканці міст: середні та дрібні крамарі, ремісники, майстри, власники невеличких промислів і майстерень.
Міське населення до кінця XVIII ст. майже не зростало, що було викликане погіршенням умов існування міщанського стану, епідеміями та стихійними лихами. З посиленням тиску російської влади і зменшенням привілеїв українських міст, перебування в міщанському стані ставало невигідним економічно, тому значна частина людей віддавала перевагу проживанню в приміських селах.

### Імперська доба
Початок XIX ст. ознаменував стрімке зростання населення міста. Згідно з переписом населення на 1810 рік, місто займало площу в 476 десятин, на якій мешкали близько 7500 осіб. У цей час за різних потреб місто відвідувало до 15 тисяч приїжджого люду. Відбувалася активна розбудова міста, жваво розквітала торгівля, будівництво, промисел. Щороку в місті проводилися торговельні ярмарки, які нарівні з базарами ставали центром активної торгівлі городян.

### Українська революція
У січні 1919 року біля мосту відбувся бій між курінцями Директорії УНР та Богунського полку Миколи Щорса Червоної гвардії. В 1949 році на цьому місці встановлено обеліск.

### Новітній час
Згідно з опитуваннями, проведеними Соціологічною групою «Рейтинг» у 2017 році, українці становили 91% населення міста, росіяни — 7%.
Національний склад населення Чернігова (2001):
- українці — 86,3 %
- росіяни — 10,6 %
- білоруси — 1,15 %.

У 2015 в місті народилося 2517 дітей. Переважна більшість жінок народили першу (55 %) та другу (37 %) дитину. Частка малюків, народжених жінками, які не перебували в шлюбі, становила 17 %. У 2015 у Чернігові померло 3467 осіб. Середній вік померлих — 70 років. За 2015 рік у місті одружилися 2375 пар.
У 2017 році в обласному центрі народився 2251 малюк (серед народжених 1126 хлопчиків та 1125 дівчаток). У 35 родинах з'явилися на світ двійнята. На кожну тисячу жителів припадало 7,7 новонароджених.
Більше половини жінок (52 %) народили первістків, 40 % — стали мамами вдруге, а третю й більше дитину народила кожна дванадцята жінка. Середній вік матері на час народження дитини склав 30 років. Майже кожен шостий малюк народився поза шлюбом.
За 2017 рік у місті померла 3501 особа (1786 чоловіків та 1715 жінок). Рівень смертності становив 12,1 померлих у розрахунку на 1000 наявного населення. Основними причинами смерті були хвороби системи кровообігу (63 % загальної кількості померлих), новоутворення (20 %), зовнішні причини захворюваності та смертності (5 %). Середній вік померлих чоловіків — 66 років, жінок — 76 років.

У 2017 році в обласному центрі одружилися 2064 пари, що на 14 % більше, ніж у попередньому році. Середній вік нареченої при вступі до шлюбу склав 25 років, нареченого — 33 роки.

### Чисельність
| 1897   | 1926   | 1939   | 1959   | 1970    | 1979    | 1989    | 2001    | 2017    | 2022   |
| ------ | ------ | ------ | ------ | ------- | ------- | ------- | ------- | ------- | ------ |
| 27 716 | 34 359 | 68 597 | 89 585 | 158 873 | 238 141 | 296 347 | 304 994 | 291 641 | 282747 |

### Мова
Розподіл населення за рідною мовою за даними перепису 2001 року:
| Мова       | Чисельність, осіб | Відсоток |
| ---------- | ----------------- | -------- |
| Українська | 221 322           | 74,01 %  |
| Російська  | 73 277            | 24,50 %  |
| Інше       | 4 439             | 1,49 %   |
| Разом      | 299 038           | 100,00 % |

Українська мова є основною та єдиною офіційною мовою міста.
Згідно з опитуваннями, проведеними Соціологічною групою «Рейтинг» у 2017 році, українською вдома розмовляли 18 % населення міста, російською — 53 %, українською та російською однаково — 28 %.
Російська агресія проти України спровокувала у Чернігові нову хвилю українізації, дедалі більше містян вважають за краще розмовляти українською мовою. Згідно з опитуванням, проведеним Міжнародним республіканським інститутом у квітні-травні 2023 року, українською вдома розмовляли 53 % населення міста, російською — 41 %.
18 липня 2023 року наказом начальника Чернігівської міської військової адміністрації у Чернігові затверджено «Правила забезпечення в місті Чернігів чистоти і порядку, додержання тиші в громадських місцях, на період дії правового режиму воєнного стану та ЗО днів після його припинення чи скасування». Серед них є пункти про заборону використовувати російську мову в зовнішній рекламі (7.1.1), на будь-яких вивісках та інформаційних табличках (7.28), а також заборона на публічне використання російськомовного культурного продукту (8.13).
Згідно з опитуванням, проведеним Міжнародним республіканським інститутом у квітні-травні 2024 року, українською вдома розмовляв 71 % населення міста, російською — 55 % (на відміну від опитування 2023 року було дозволено вибір кількох варіантів).

## Економіка
Доходи бюджету міста в 2022 році визначені у сумі 3,428 млрд, а видатки — 3,424 млрд гривень.

### Промисловість

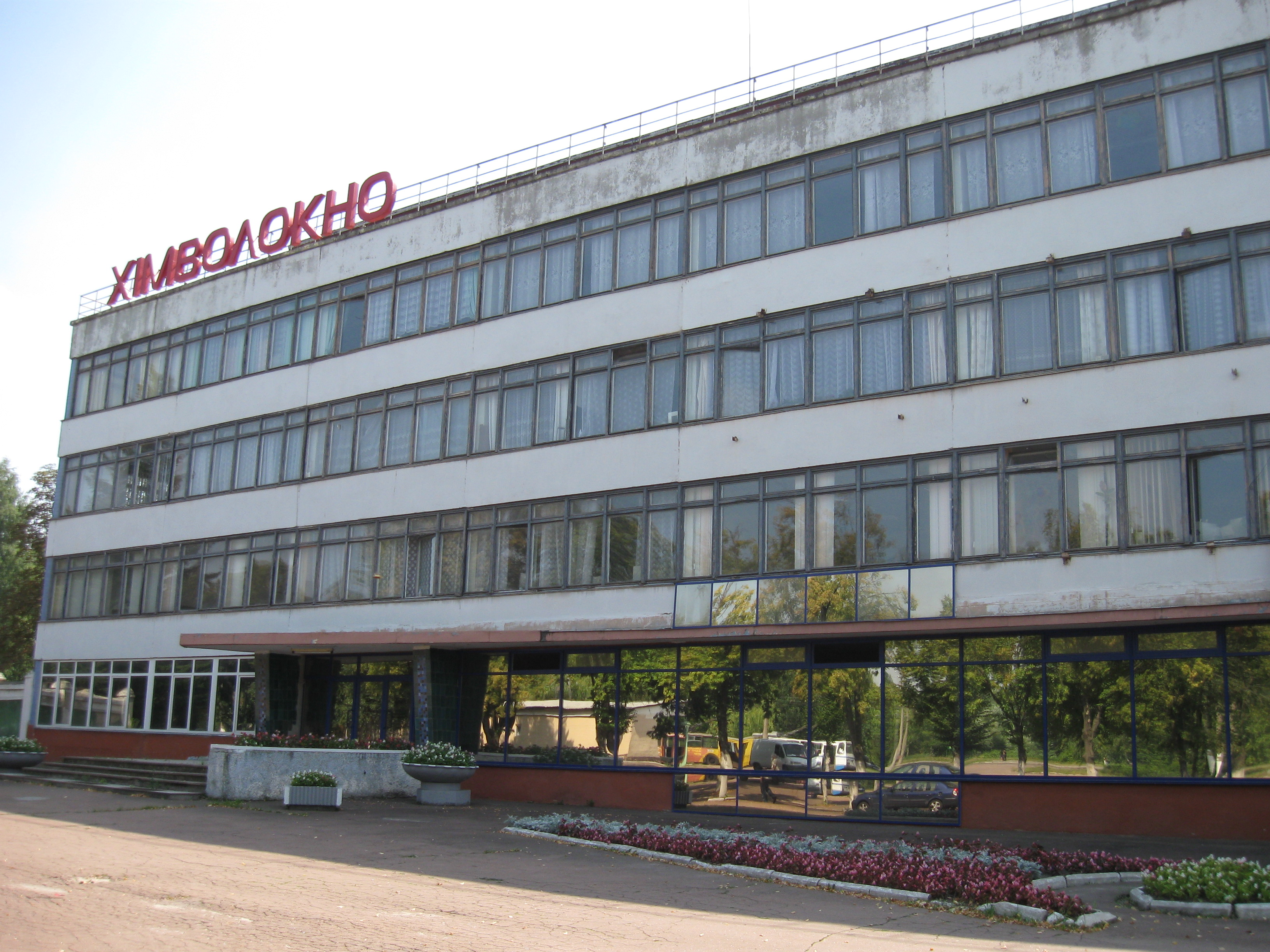
Чернігівське Хімволокно

Провідні галузі промисловості в Чернігові: хімічна, харчова, легка, будівельних матеріалів, деревообробна.
Основні чернігівські підприємства:
Машинобудування
- ПрАТ «Чернігівський автозавод»
- Чернігівський механічний завод

Харчова промисловість
- ПрАТ «Чернігівриба»
- ТОВ «Чернігівський хлібокомбінат № 2»
- ПрАТ ЧЛГЗ «Чернігівська горілка»
- Чернігівське відділення ПАТ «Сан ІнБев Україна»
- ПрАТ «Укроптбакалія» та інші

Електроенергетика
- «Чернігівобленерго»

Легка промисловість
- ВАТ «Чернігіввовна» — продовжувач традицій Чернігівського камвольно-суконного комбінату (з 1963 року);
- ЗАТ фабрика «Ярославна»;
- ЗАТ «КСК „Чексіл“»;
- УВП УТОГ;
- ЗАТ фірма «Сіверянка»;
- ЗАТ «Берегиня».

Хімічне виробництво
- ТОВ «Вітротекс»;
- АТЗТ «Чернігівфільтр».

Виробництво будівельних матеріалів і будівництво
- ТОВ «Чернігівський завод будівельних матеріалів»;
- ВАТ «Чернігівбуд»;
- ЗАТ «Цегельний завод № 3» та інші.

Інші підприємства
- Група компаній «Вимал»;
- ВАТ «Котельний завод „Колвіенергомаш“»;
- ТОВ «КБ-Груп Україна»;
- ТОВ «СКБ-АВЕРС»;
- НПО «Группа компаний МАГР»;
- ТОВ «ПЕТ Технолоджис Україна»;
- ЗАТ «Картонажно-поліграфічна фабрика»;
- ТОВ «Українська деревообробна фабрика».

### Сфера послуг
Станом на 2024 рік у місті діє 5 готелів. Найвідомішими є «Optima Collection Чернігів», «RiverSide», «Придеснянський». Готелі «Градецький» та «Брянськ» нині не працюють. Готель «Україна» був зруйнований у ході облоги міста російськими військами навесні 2022 року, а готель «Профспілковий» — ракетним ударом у квітні 2024 року.

«Придеснянський»
«Градецький»
«Брянськ»
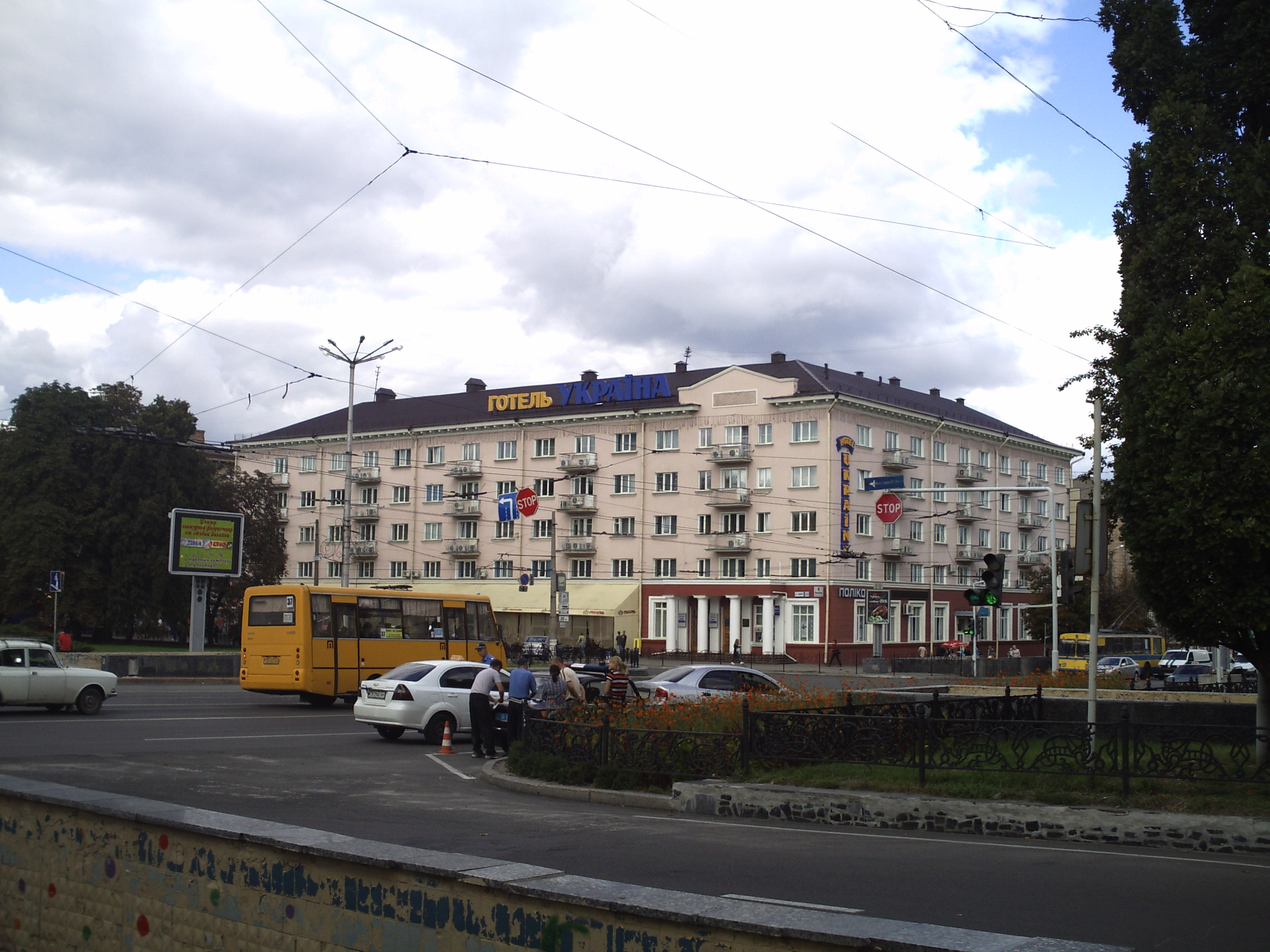
«Україна»
Зруйнований готель «Україна»
«Профспілковий»
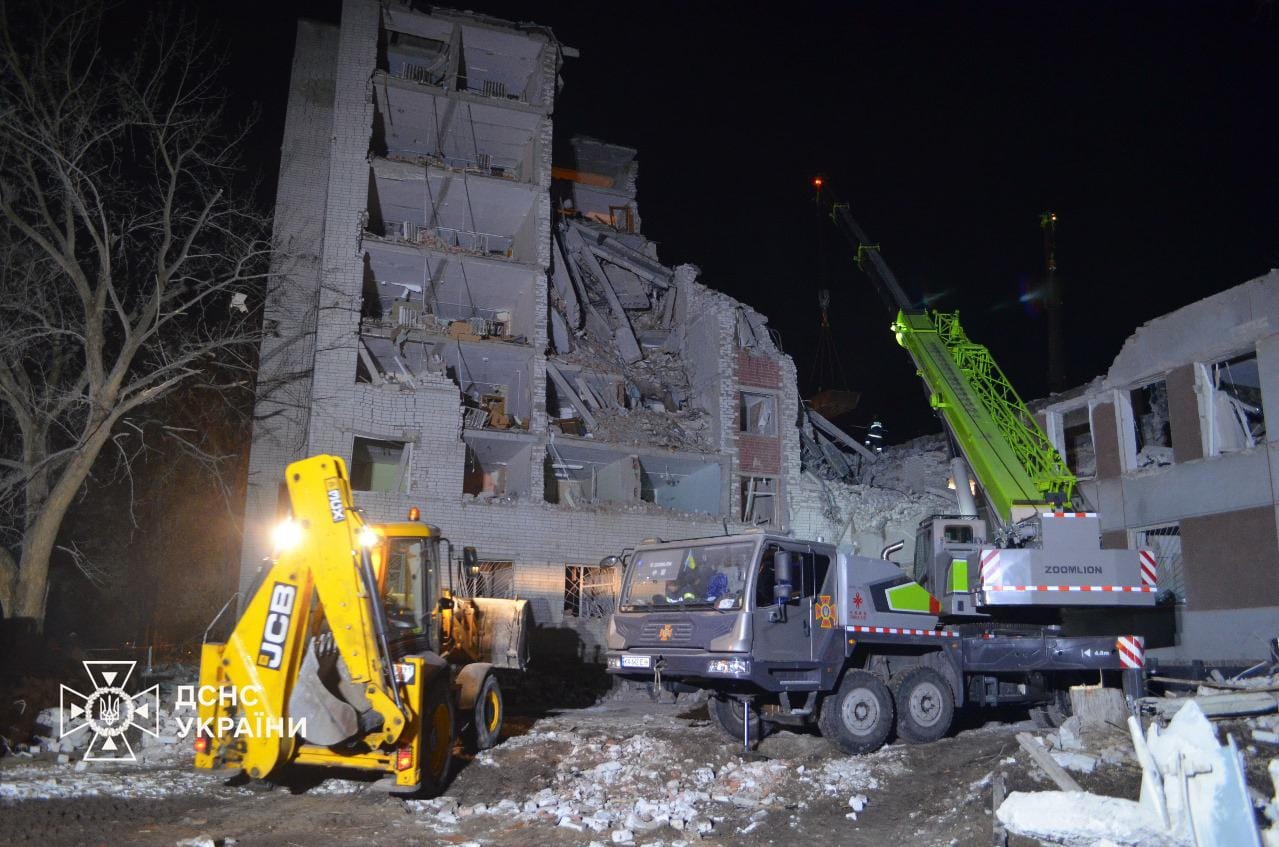
Зруйнований готель «Профспілковий»

У Чернігові представлені більшість українських великих банків і кілька іноземних. За кількістю відділень і банкоматів лідирують ПриватБанк та Ощадбанк. З місцевих банків тільки «Полікомбанк» має розгалужену мережу відділень.

### Транспорт

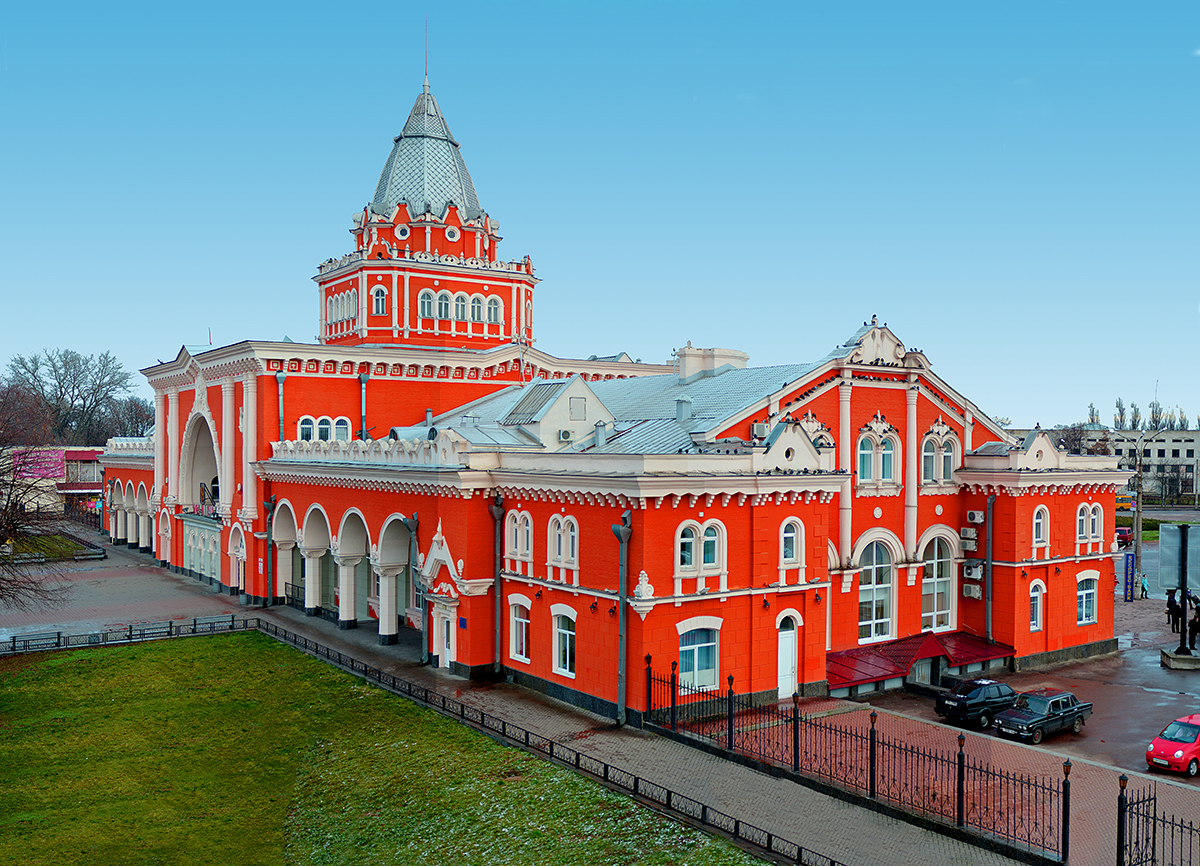
Чернігівський залізничний вокзал.

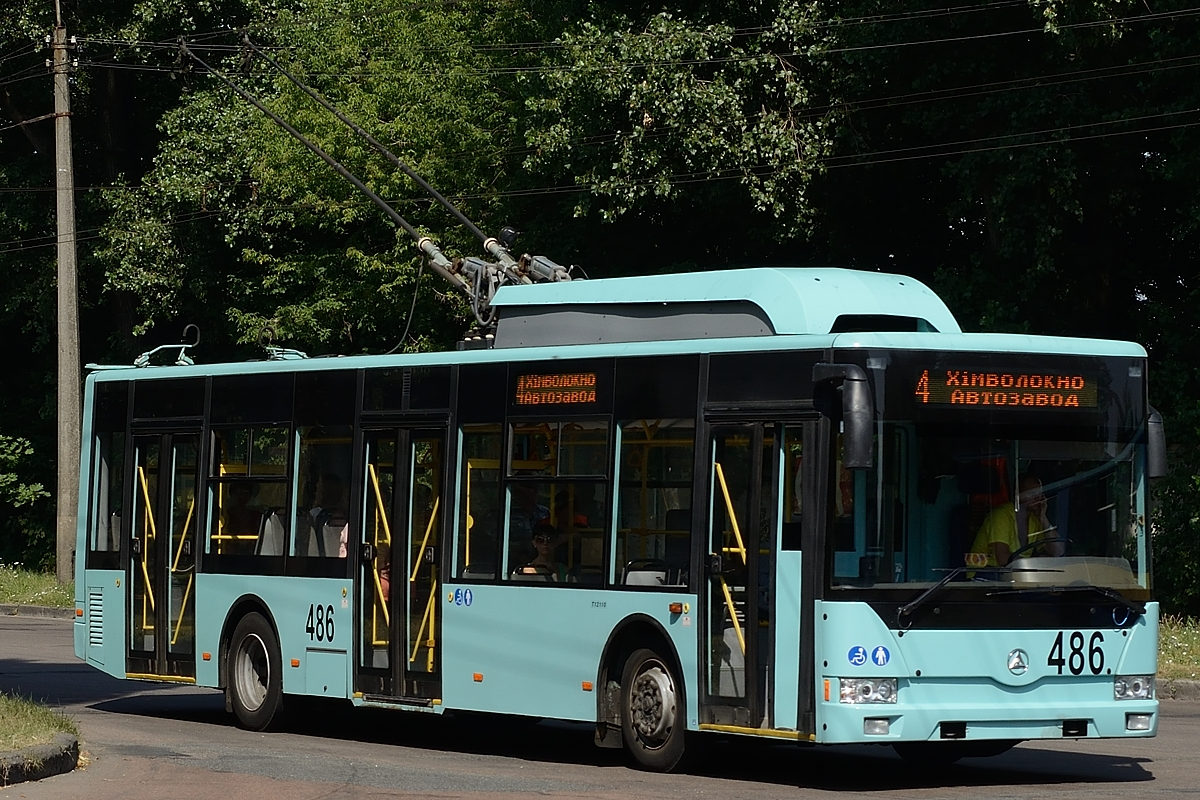
Чернігівський тролейбус.

У Чернігові діють залізничний вокзал, автовокзал і 2 автостанції, міські автобусні перевізники та тролейбусна мережа. Пасажирські перевезення характеризуються розгалуженою маршрутною мережею: 16 автобусних і 8 тролейбусних маршрутів.
Залізнична станція «Чернігів» та її моторвагонне депо Південно-Західної залізниці здійснює перевезення в 3 напрямках. Залізниця у місті з'явилась у 1893 році. В 1950 році була побудована нова будівля залізничного вокзалу. Згідно з даними за 2006 рік обсяги перевезень вантажів через станцію «Чернігів» становили 84 737 вагонів на рік. В середині 2000-х років щороку перевозилося понад 4,5 млн пасажирів.
Після здобуття незалежності України на залізниці в Чернігові працює залізничний пункт контролю «Чернігів».
У 1964 році в Чернігові був збудований на місці давнішої пристані річковий порт, який з 1990-х років функціонував як ВАТ, з 2000-х — у складі «Укррічфлоту». Порт спеціалізувався на перевезенні товарів, зокрема будматеріалів, мав судноплавну ділянку для перевезення пасажирів. У 2008 році після економічної кризи вантажопотік суттєво зменшився, і в 2020 році приміщення порту продали.
Сучасний автомобільний транспорт Чернігова здійснює міжнародні, міжміські, приміські та міські пасажирські перевезення. На маршрутах, зокрема, курсують автобуси ЛАЗ, «Ikarus», «Еталон», Mercedes, Neoplan, Karosa тощо.
Північно-західною околицею міста проходить автошлях E95М01.
Об'єкти інфраструктури автоперевезень у Чернігові:
- Чернігівський автовокзал — розташовується на Привокзальній площі поряд із залізничним вокзалом;
- автостанція № 1 — забезпечує приміське сполучення в північно-західному напрямку;
- автостанція № 2 — забезпечує приміське сполучення у східному та західному напрямках.

Аеропорт «Чернігів» закритий, смуга розібрана, а будівля аєропорту зруйнована внаслідок війни, цивільного повітряного сполучення у міста немає.
Громадський транспорт у місті представлений автобусами, тролейбусами, таксі. У 2024 році налічується 24 маршрути — 8 тролейбусних та 16 автобусних.
Традиційно високою у загальному обсязі пасажироперевезень у Чернігові є доля тролейбусу. Запущена у 1964 році, тролейбусний мережа міста особливо бурхливо розвивалася у 1970-х роках. Станом на 2024 рік у місті діє 8 маршрутів. Рухомий склад Чернігівського тролейбусного управління становить близько 80 тролейбусів.

## Природоохоронні території та об'єкти
У межах міста розташовані:
- регіональний ландшафтний парк «Ялівщина» з лісовим заказником «Ялівщина»,
- заповідне урочище «Святе»,
- 2 парки-пам'ятки садово-паркового мистецтва — парк «Болдина Гора» і Центральний парк культури та відпочинку,
- парки «Мар'їн гай» і «Березовий гай»,
- 2 гідрологічні пам'ятки природи — озера Глушець і Магістратське,
- 17 ботанічних пам'яток природи (окремі дерева або групи дерев): Багатовіковий дуб (вул. Толстого), Багатовіковий дуб (вул. Олега Міхнюка), Багатовіковий дуб (парк ім. Коцюбинського), Багатовіковий дуб (урочище «Святе»), Багатовікові дуби (вул. Коцюбинського), Багатовікові дуби (урочище «Святе»), Віковий дуб (вул. Коцюбинського), Віковий дуб (вул. Магістратська), Віковий дуб (вул. Тарновського), Вікові дерева колишньої садиби Г. М. Глібова, Група багатовікових дубів (вул. Шевченка, 97), Група багатовікових дубів (вул. Шевченка, 95), Група багатовікових дубів (урочище «Маліїв Рів»), Група багатовікових дубів (Центральний парк культури і відпочинку), Група вікових насаджень, Сосна Василя Ялоцького, Старовинна ялинова алея.

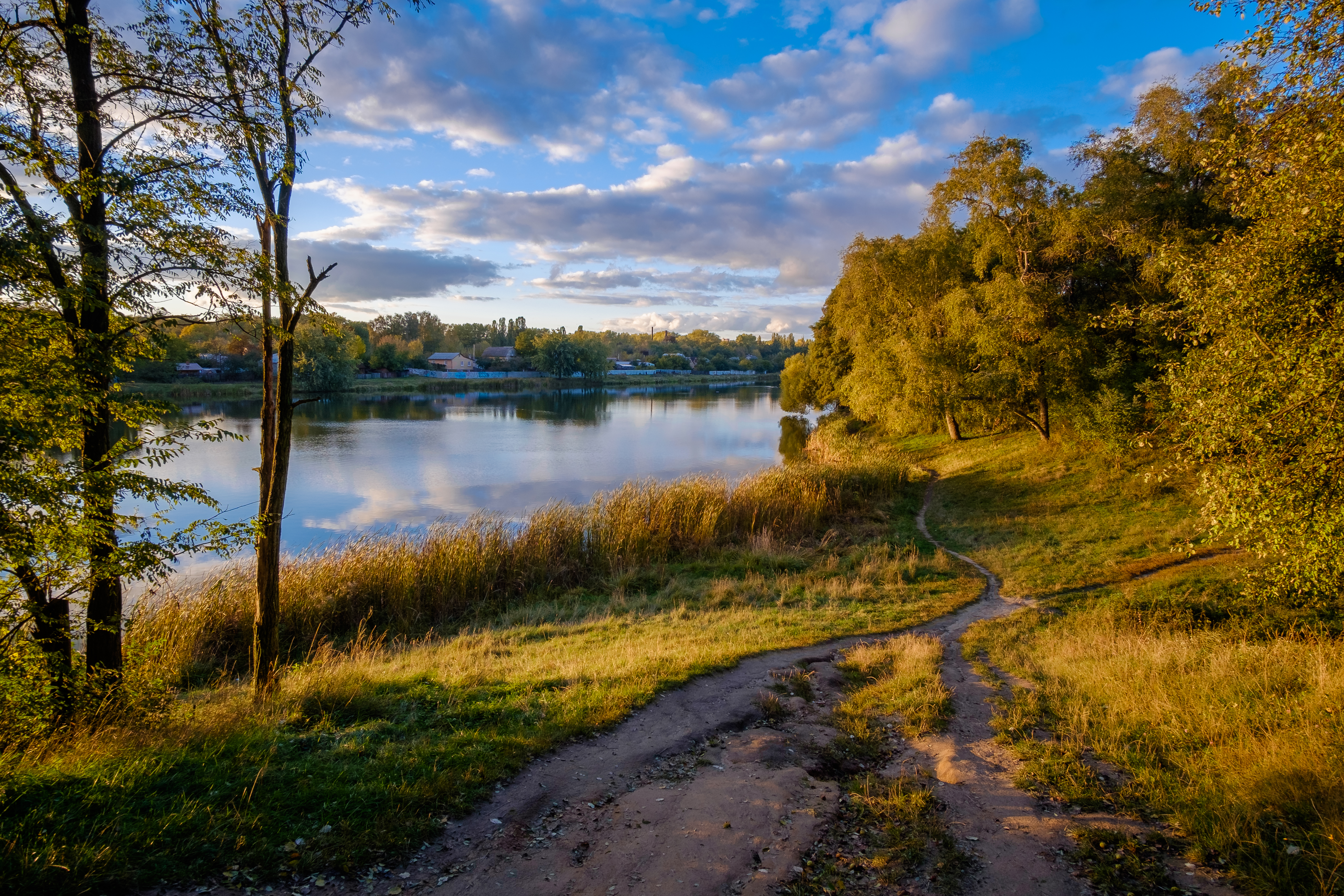
Ялівщина
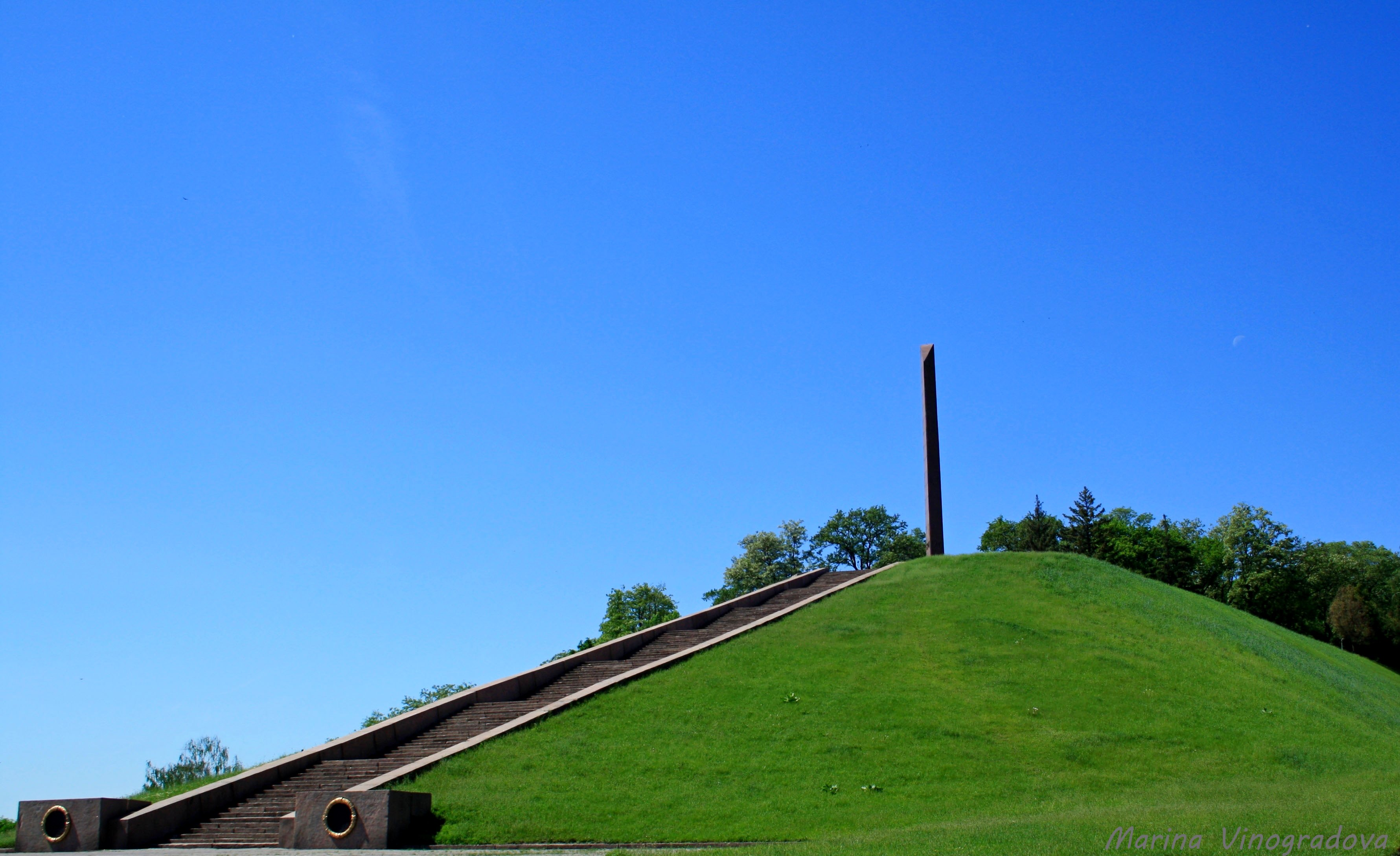
Болдина Гора
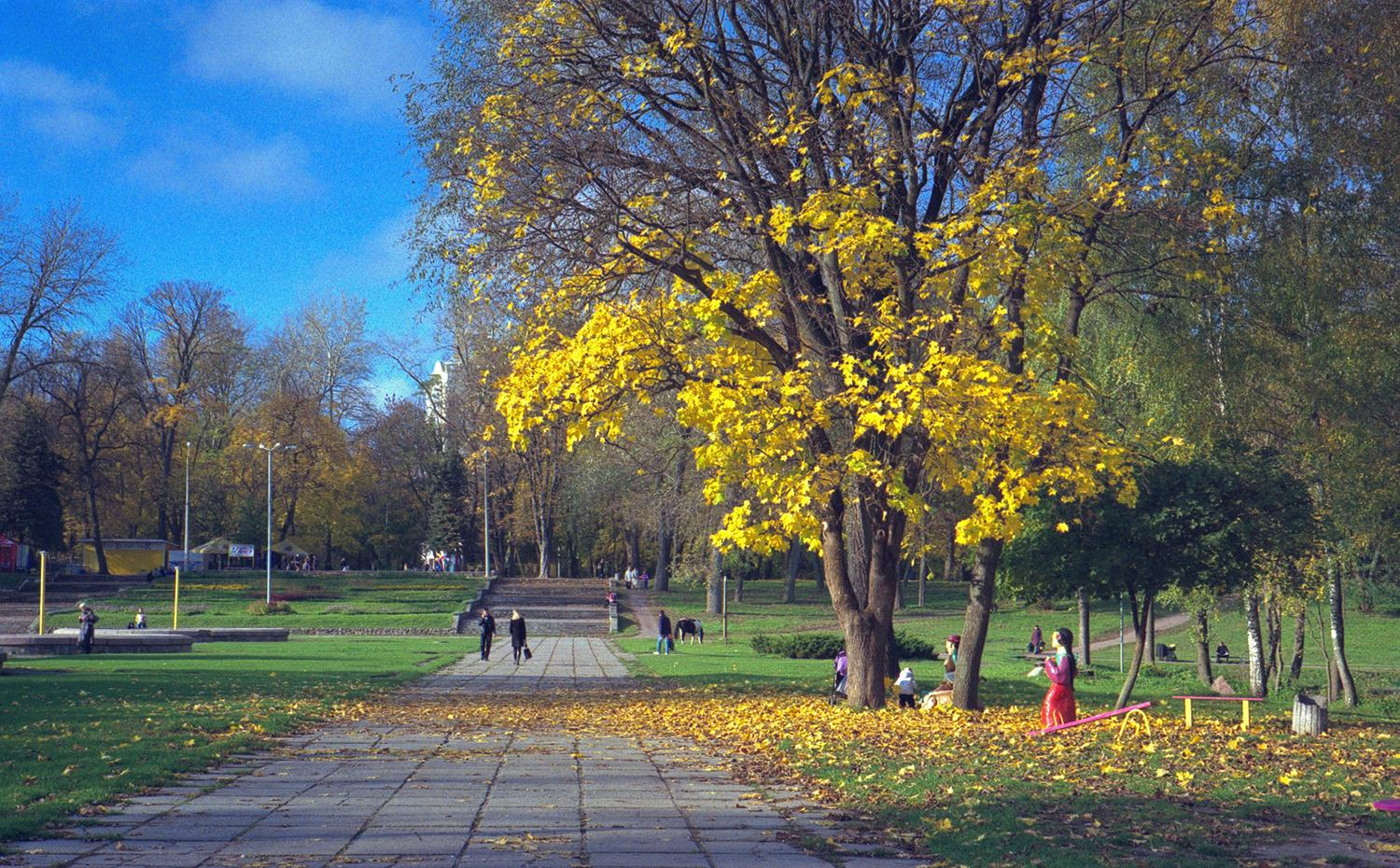
Центральний парк культури та відпочинку
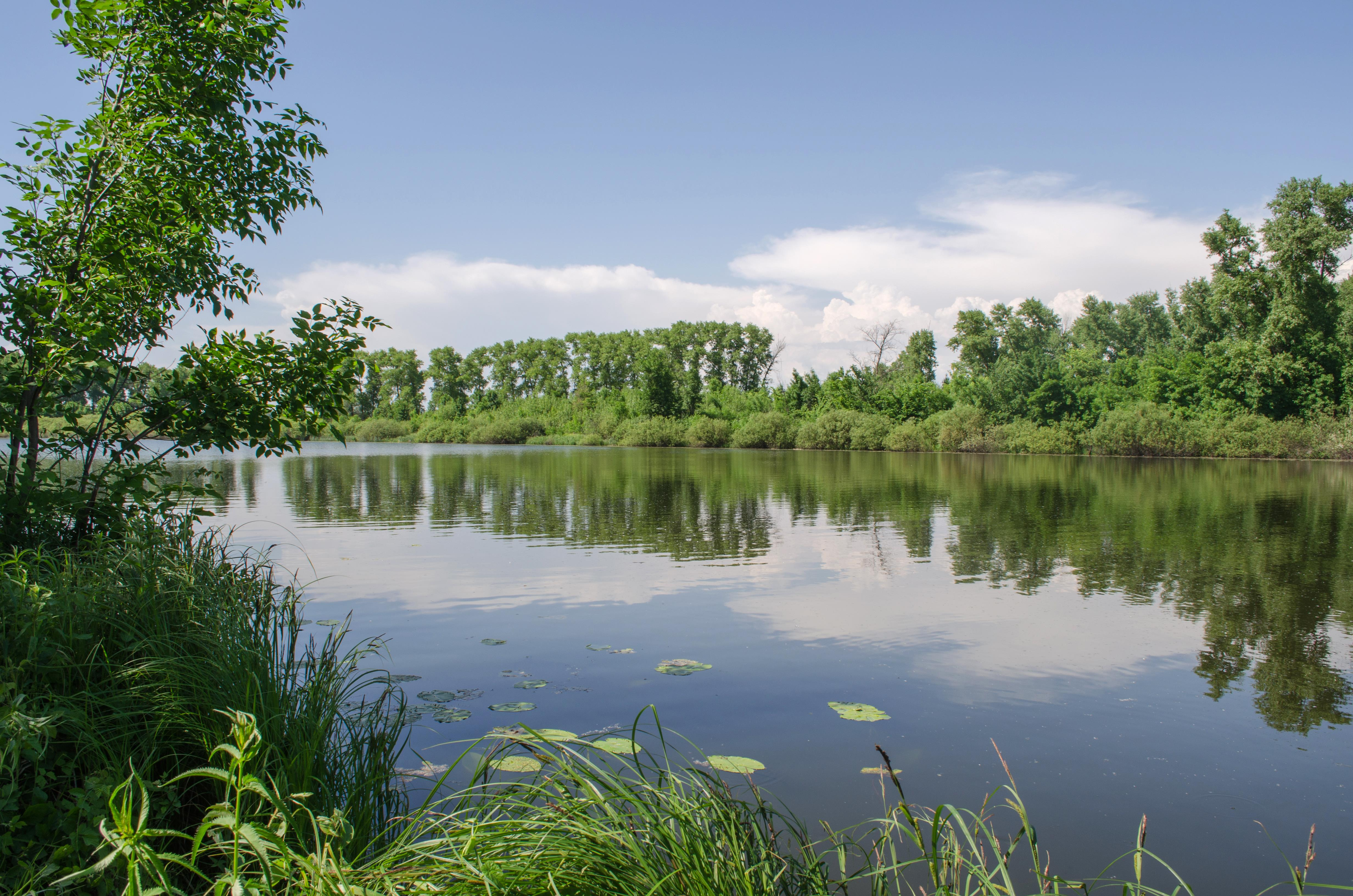
озеро Магістратське
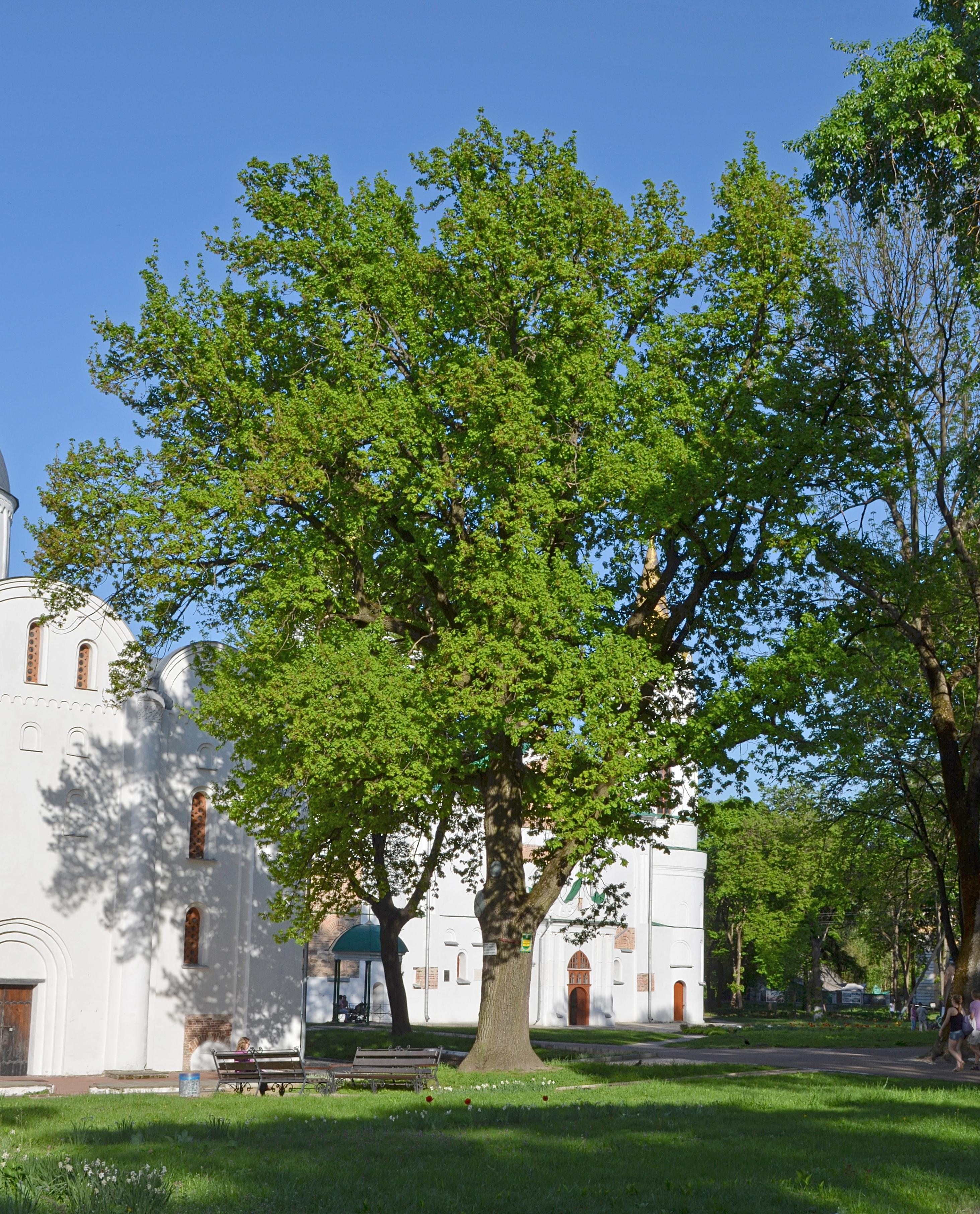
Багатовіковий дуб на Валу

## Освіта та наука
У Чернігові діє розгалужена система навчальних закладів дошкільної, шкільної, позашкільної та вищої освіти.
Система дошкільної освіти представлена 54 дитячими садками.
Система навчальних закладів загальної освіти в Чернігові складається з 34 шкіл, причому деякі з них є навчальними закладами нового типу: це спеціалізовані школи 1 і 2 з поглибленим вивченням іноземних мов та № 12 фізико-математичного профілю, школи-ліцеї № 15, 16, 22, 32, школа-колегіум № 11 і гімназія гуманітарно-естетичного профілю № 31. Окрім цього у Чернігові діють два навчально-реабілітаційні центри та знаходяться навчальні заклади обласного підпорядкування: Чернігівський обласний науковий ліцей і Чернігівський ліцей із посиленою військово-фізичною підготовкою.
Закладом позашкільної освіти є Чернігівський центр дитячо-юнацького туризму, краєзнавства та військово-патріотичного виховання. Позашкільна мистецька освіта у місті представлена музичними школами № 1 імені Стефана Вільконського та № 2 імені Євгена Богословського, міською школою мистецтв та дитячою художньою школою.
Національний університет «Чернігівський колегіум» імені Т. Г. Шевченка — найстаріший заклад вищої освіти області. Його історія починається з Чернігівського колегіуму, заснованого у 1700 році за взірцем Києво-Могилянської академії. Підрозділом Чернігівського колегіуму є Навчально-науковий інститут історії та соціогуманітарних дисциплін імені О. М. Лазаревського.
Найбільшим вишем області сучасності є Національний університет «Чернігівська політехніка», заснований у 1960 році як філія Київського політехнічного інституту. У 2011 році до Чернігівської політехніки був приєднаний Чернігівський державний інститут права, соціальних технологій та праці та Чернігівський комерційний технікум, а в 2014 році — Чернігівський державний інститут економіки і управління та Чернігівський радіомеханічний технікум.
Інші виші, що знаходяться в місті: Академія Державної пенітенціарної служби України, Чернігівський фаховий музичний коледж імені Левка Ревуцького, Чернігівський базовий фаховий медичний коледж, Чернігівський кооперативний фаховий коледж.
Також у місті діють філії інших вишів: Чернігівський фаховий коледж інженерії та дизайну Київського національного університету технологій та дизайну, Чернігівський інститут інформації, бізнесу і права Міжнародного науково-технічного університету імені академіка Юрія Бугая, Чернігівський інститут Міжрегіональної академії управління персоналом, Чернігівська філія Національної академії керівних кадрів культури і мистецтв.
У місті працюють заклади професійно-технічної освіти: Чернігівський професійний ліцей залізничного транспорту (№ 5), Чернігівське вище професійне училище побутового обслуговування (№ 9), Чернігівське вище професійне училище (№ 15), Чернігівський центр професійно-технічної освіти (№ 16), Чернігівський професійний будівельний ліцей (№ 18).
Функцію освіти дорослих виконує Навчально-методичний центр Федерації профспілкових організацій Чернігівської області.
З 1961 року діє Інститут сільськогосподарської мікробіології та агропромислового виробництва НААН України.
З 1971 до кінця 2010-х у місті працювало відділення Українського державного геологорозвідувального інституту.
З 1940 до 1995 у місті працювало Чернігівське вище військове авіаційне училище льотчиків.

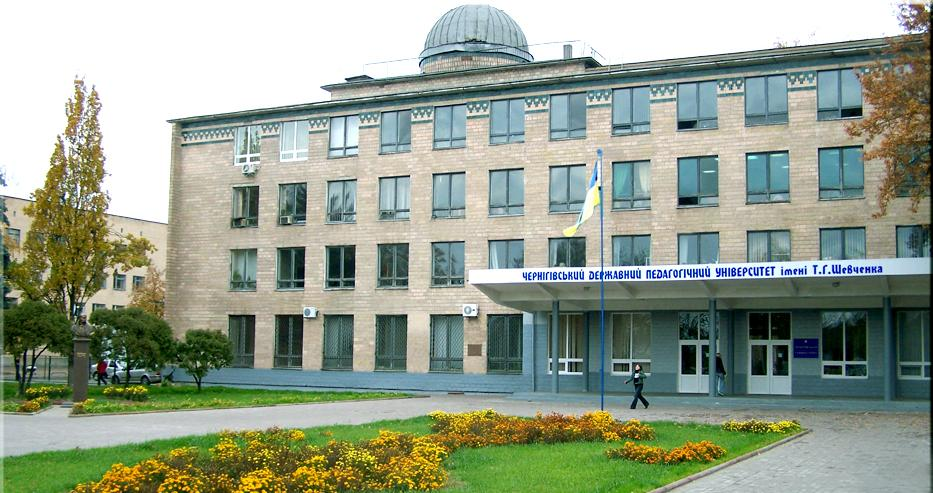
Головний корпус Національного університету «Чернігівський колегіум» імені Т. Г. Шевченка
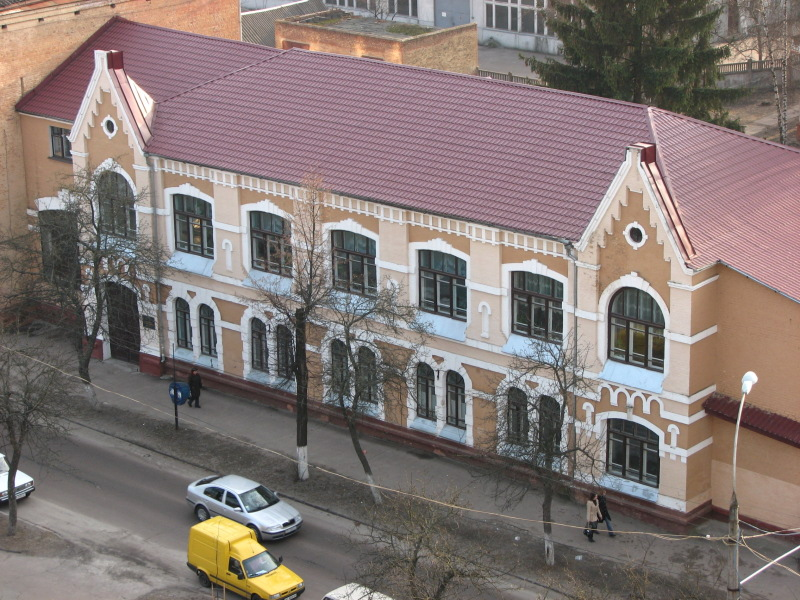
Чернігівський базовий фаховий медичний коледж
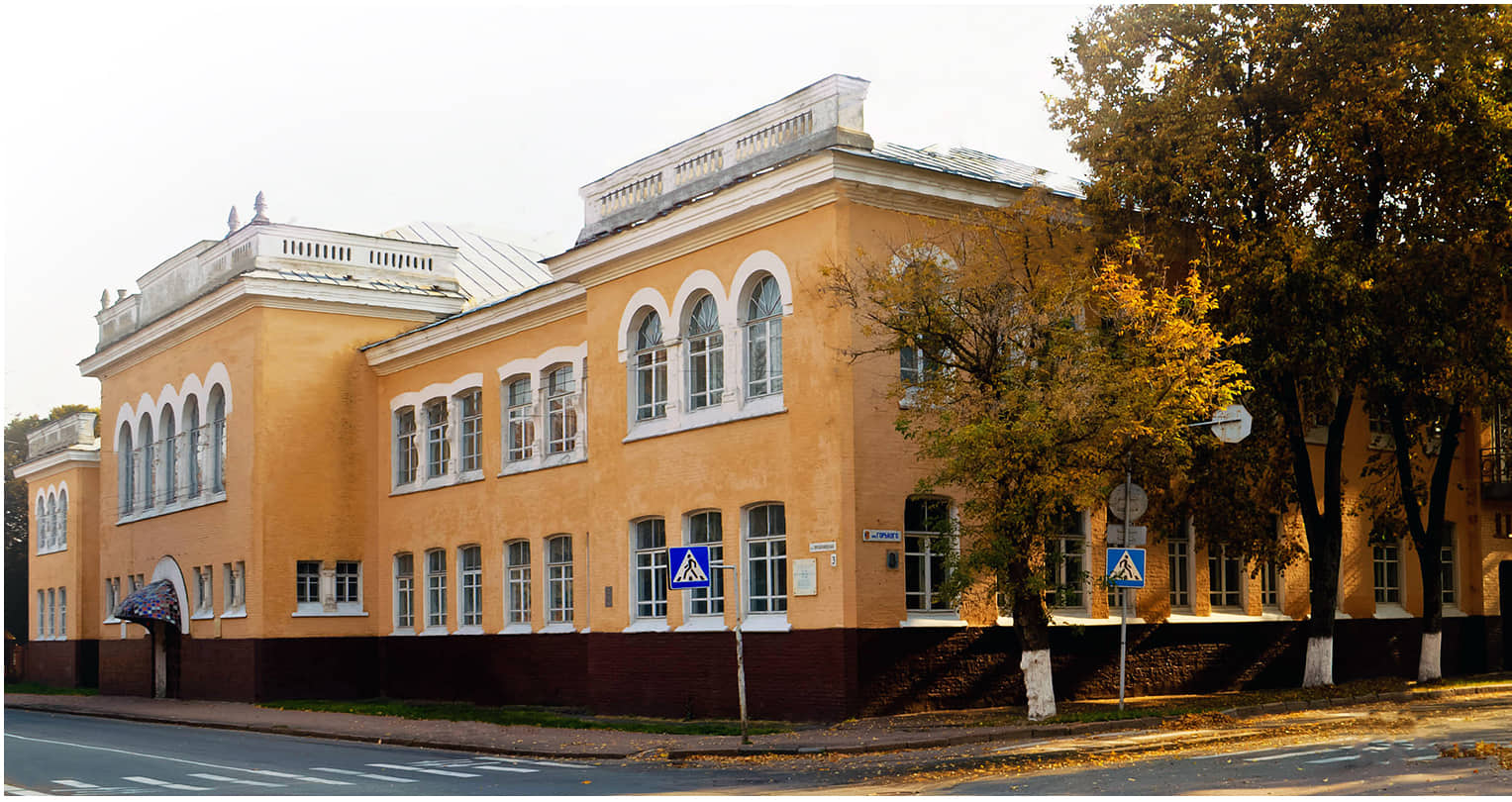
Чернігівський кооперативний фаховий коледж
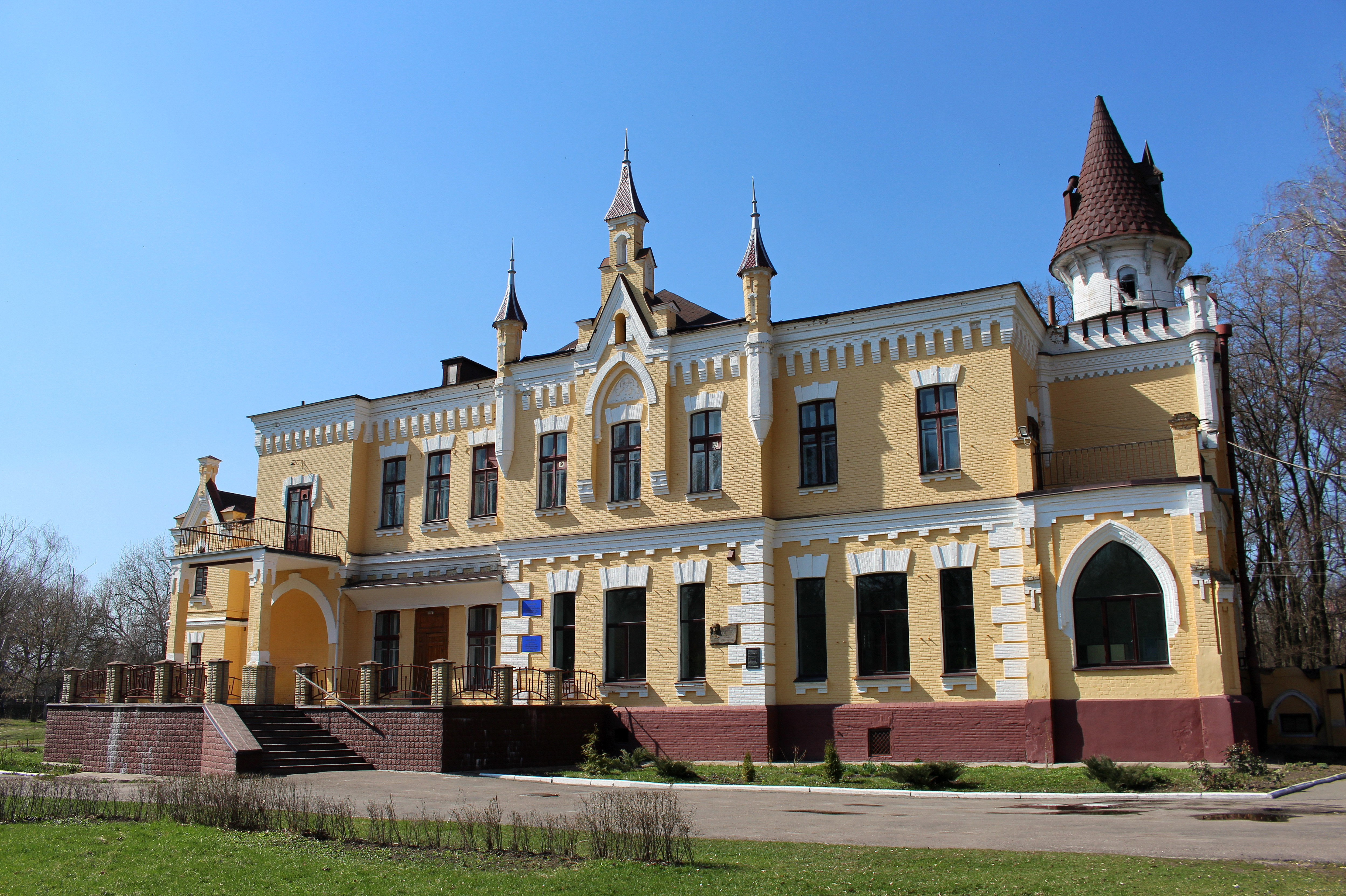
Будівля Інституту мікробіології (садиба Глібова)

## Засоби масової інформації

### Телебачення
- Суспільне Чернігів
- «Новий Чернігів»
- «Дитинець»

### FM-радіомовлення
| № з/п | Частота, МГц | Назва                                | Потужність, кВт | Адреса вежі           | Передавач            |
| ----- | ------------ | ------------------------------------ | --------------- | --------------------- | -------------------- |
| 1     | 87,6         | конкурс від 17/07/2025               | 0,25            | вул. Івана Мазепи, 12 |                      |
| 2     | 88,7         | Українське радіо. Чернігівська хвиля | 1               | вул. Реміснича 53-Б   | ЧФКРРТ               |
| 3     | 91,4         | Радіо Промінь                        | 0,25            | пр. Миру 49-А         |                      |
| 4     | 92,0         | One FM                               | 0,1             | вул. Реміснича 53-Б   | ЧФКРРТ               |
| 5     | 98,2         | Радіо Культура                       | 0,25            | вул. Реміснича 53-Б   | ЧФКРРТ               |
| 6     | 100,6        | Армія FM                             | 1               | пр. Миру 49-А         |                      |
| 7     | 101,3        | Radio Relax                          | 0,5             | вул. Івана Мазепи, 12 |                      |
| 8     | 101,8        | DJ FM                                | 0,5             |                       |                      |
| 9     | 102,4        | TIM-FM                               | 0,5             | вул. Реміснича 53-Б   | ЧФКРРТ               |
| 10    | 102,9        | Перець FM                            | 0,5             | пр. Перемоги 20       | РПЦ РА "Gold Future" |
| 11    | 103,5        | Радіо НВ                             | 0,5             | пр. Миру 49-А         |                      |
| 12    | 103,9        | Радіо «П'ятниця»                     | 0,5             | пр. Миру 49-А         |                      |
| 13    | 104,3        | Наше радіо                           | 1               | вул. Івана Мазепи, 12 |                      |
| 14    | 104,7        | Хіт FM                               | 1               | вул. Мазепи 12        |                      |
| 15    | 105,4        | Lux FM                               | 1               | вул. Реміснича 53-Б   | ЧФКРРТ               |
| 16    | 105,9        | Громадське радіо                     | 0,5             | пр. Миру 49-А         |                      |
| 17    | 106,3        | Мелодія FM                           | 0,5             | вул. Івана Мазепи, 12 |                      |
| 18    | 106,8        | Шлягер FM                            | 1               | вул. Мазепи 12        |                      |
| 19    | 107,2        | Радіо «Байрактар»                    | 1               | вул. Мазепи 12        |                      |
| 20    | 107,7        | Radio ROKS                           | 1               | вул. Івана Мазепи, 12 |                      |

### УКХ-радіомовлення
| № з/п | Частота, МГц | Назва                 | Потужність, кВт | Адреса вежі         | Передавач |
| ----- | ------------ | --------------------- | --------------- | ------------------- | --------- |
| 1     | 70,79        | Світле радіо Еммануїл | 1               | вул. Реміснича 53-Б | ЧФКРРТ    |

### Друковані ЗМІ
Найбільші у місті газети за накладами — тижневики «Вісник Ч», «Гарт», «Деснянська правда», «Деснянка», «Чернігівські відомості», «Семь дней», «Весть».
Серед журналів міста можна відзначити «BOOM!», присвячений світському життю міста, мистецький і громадсько-політичний журнал «Літературний Чернігів» та науковий часопис «Сіверянський літопис», присвячений дослідженням з історії, історіографії, археології, літературознавства та мистецтвознавства.

## Культура

### Музика, театр і кіно
Провідною театральною сценою міста і області є Чернігівський обласний академічний український музично-драматичний театр імені Тараса Шевченка, який засновано у 1926 році. З 1959 року він знаходиться у новій будівлі в центрі міста на Красній площі. З 1990 року театр проводить щорічний міжнародний фестиваль «Слов'янські театральні зустрічі».
В 1976 році в місті з'явився театр ляльок імені Олександра Довженка, а в 1985 році частина його трупи на чолі з режисером Геннадієм Касьяновим заснувала молодіжний театр.
В 2010 році в Чернігові засновано театр тіней «Fireflies».
Музичне життя Чернігова пов'язано з діяльністю філармонійного центру фестивалів та концертних програм, до якого входять симфонічний оркестр «Філармонія», камерний хор імені Д. Бортнянського, ансамбль пісні і танцю «Сіверські клейноди», народний хор, духовий оркестр, капела бандуристів імені О. Вересая, джаз-бенд «BissQuit» та колектив концертних виконавців.
У місті проходять фестивалі джазової музики «Chernihiv Jazz Open», класичної музики «Сіверські музичні вечори» та щорічний культурно-соціальний проект у вигляді міні-фестивалю під відкритим небом «Зелена Сцена».
До закладів клубного типу відносяться Міський Палац культури імені В'ячеслава Радченка та Центр культури і мистецтв. У Центральному парку культури та відпочинку є також Літній театр.
У місті діє один кінотеатр — «Multiplex» у ТРЦ «Hollywood».

### Бібліотеки
Головним бібліотечним центром міста та регіону є Чернігівська обласна універсальна наукова бібліотека імені В. Г. Короленка, заснована у 1877 році. Нині вона знаходиться в будівлі дворянського земельного банку.
У місті розвинена централізована бібліотечна система, що складається з центральної міської бібліотеки імені Михайла Коцюбинського, її бібліотечного пункту та 8 філій у місті, центральної міської бібліотеки для дітей імені Олександра Довженка та трьох її філій.
Також у місті діють обласна бібліотека для дітей та обласна бібліотека для юнацтва, що розташована в будинку Василя Тарновського.
Власні наукові бібліотеки мають чернігівські заклади вищої освіти.

### Музеї та галереї
В Чернігові діють близько десяти музеїв. Серед них:
- Чернігівський обласний історичний музей імені Василя Тарновського,
- Чернігівський обласний художній музей імені Григорія Ґалаґана,
- Чернігівський літературно-меморіальний музей-заповідник М. М. Коцюбинського,
- Чернігівський військово-історичний музей,
- Музей авіації та космонавтики Чернігівщини.

На території Чернігівського Валу розташований Національний архітектурно-історичний заповідник «Чернігів стародавній».
В місті знаходиться виставковий зал Спілки художників України, що розташований у колишній будівлі пожежного товариства Чернігова.
В Артклубі часто проводять фотовиставки та виставки робіт художників. У культурно-мистецькому центрі «Інтермеццо» регулярно проводяться презентації книг, мистецьких проєктів, творчі зустрічі з митцями. В будівлі колишньої жіночої гімназії, де нині знаходиться художній музей, з 2010 року діє музей сучасного мистецтва «Пласт-Арт».

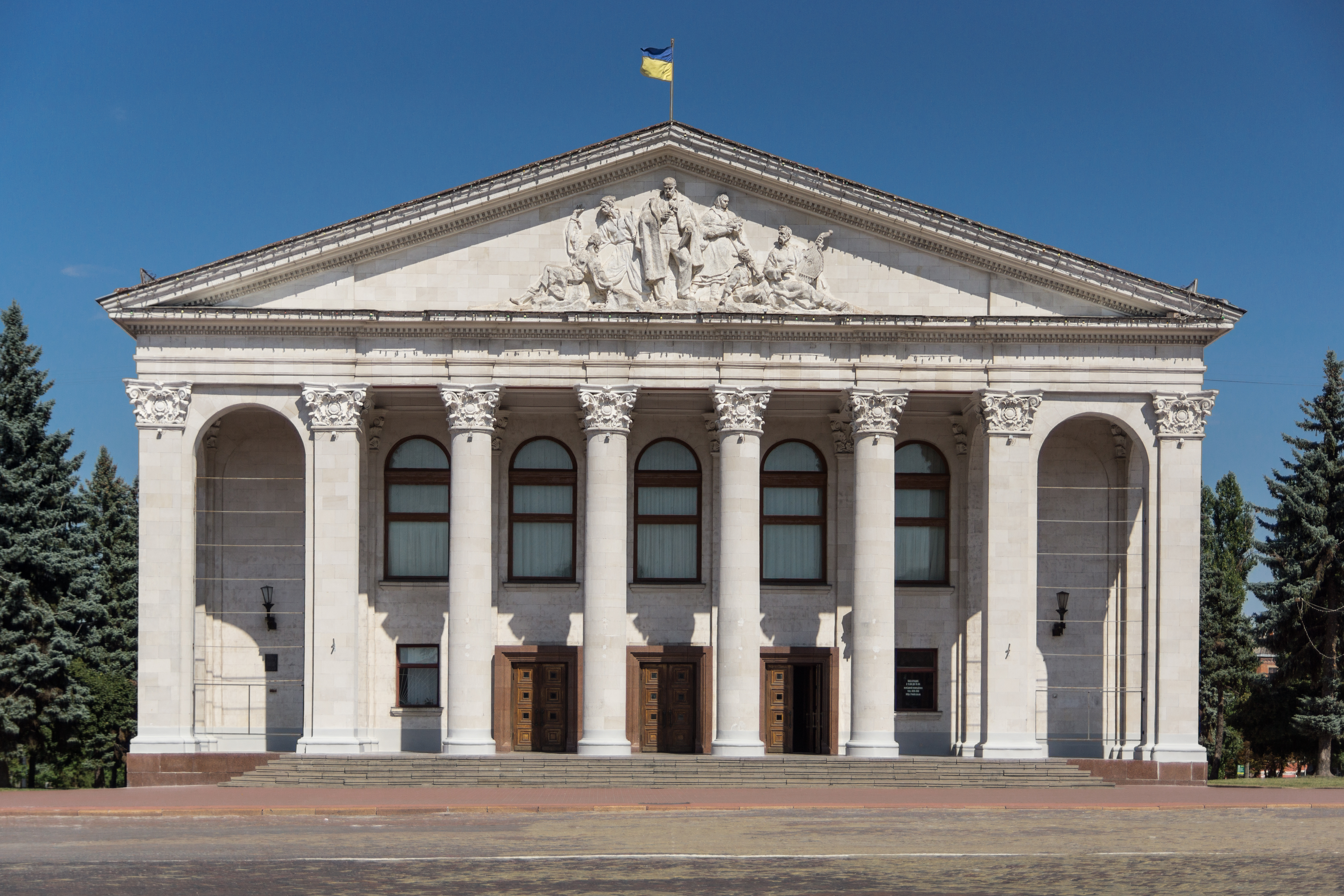
Музично-драматичний театр імені Тараса Шевченка
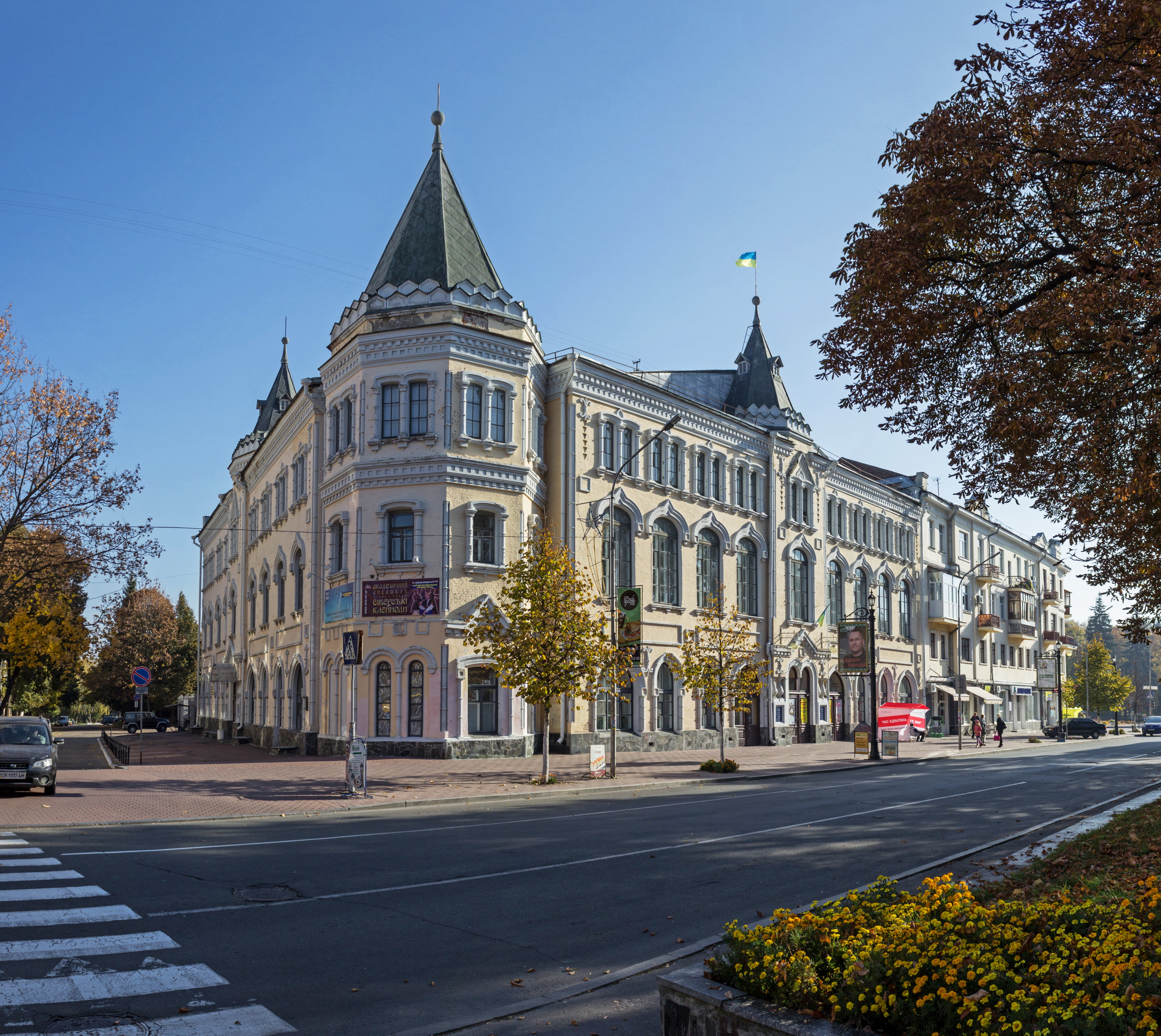
Філармонійний центр
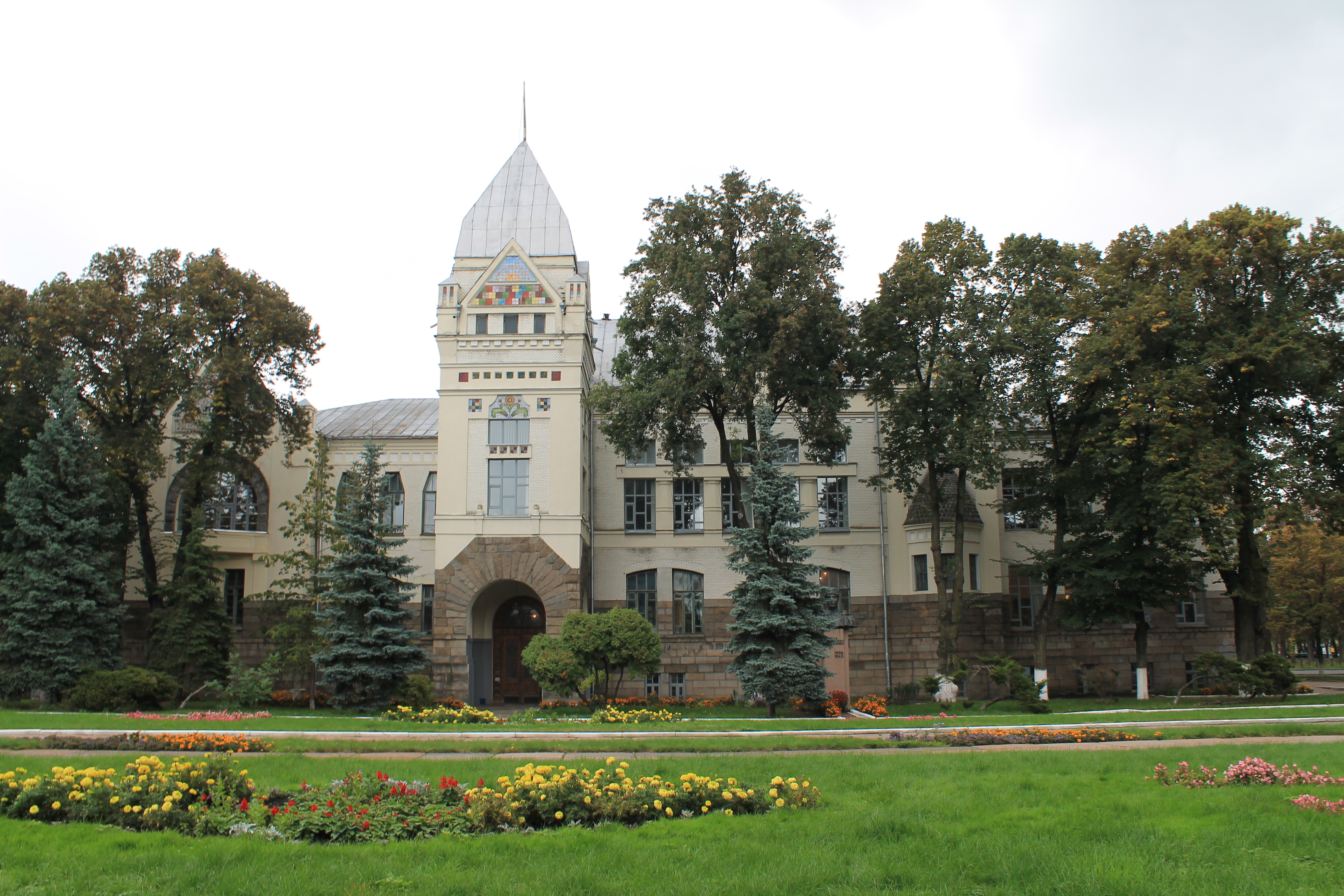
Бібліотека імені В. Г. Короленка
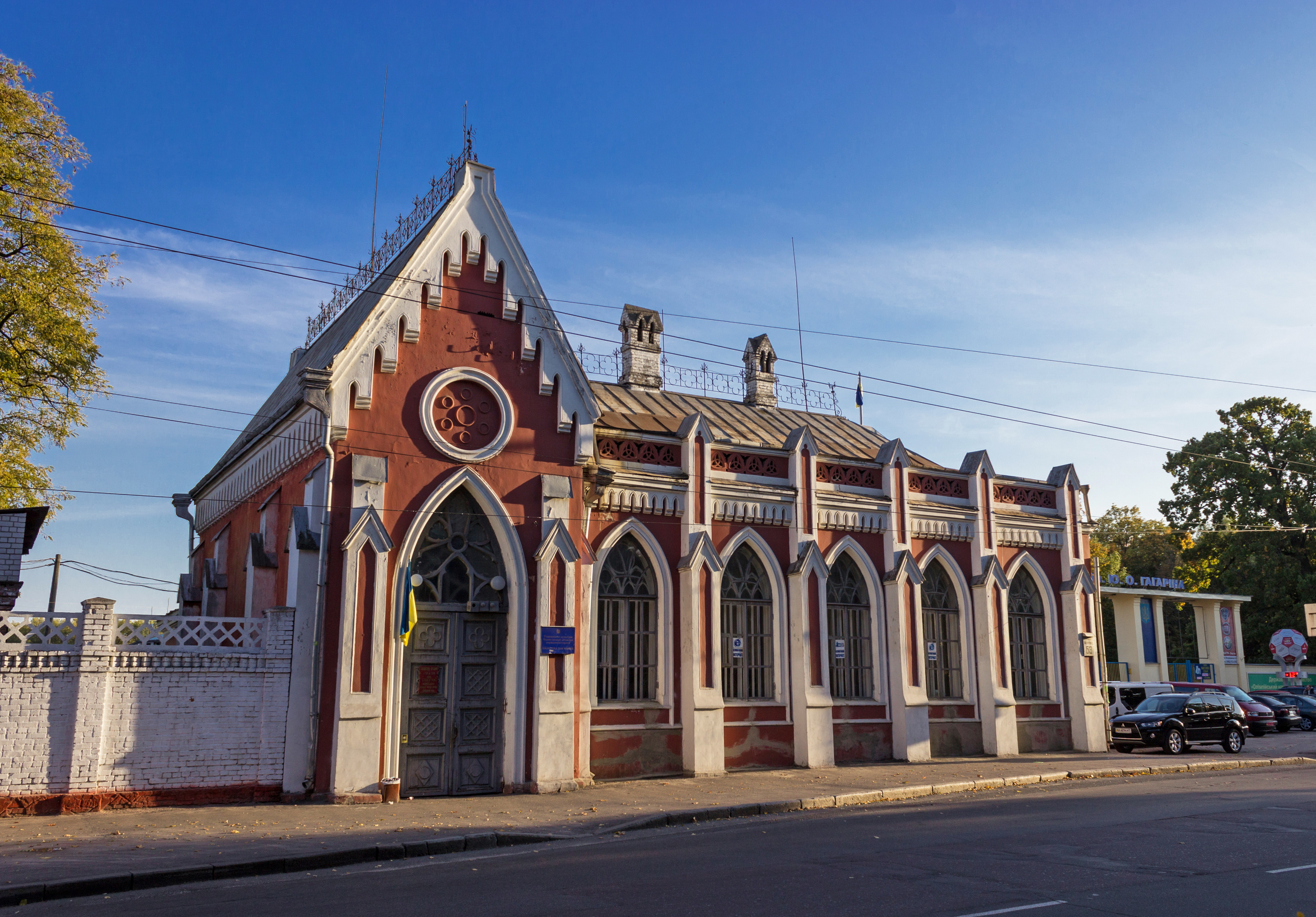
Бібліотека для юнацтва
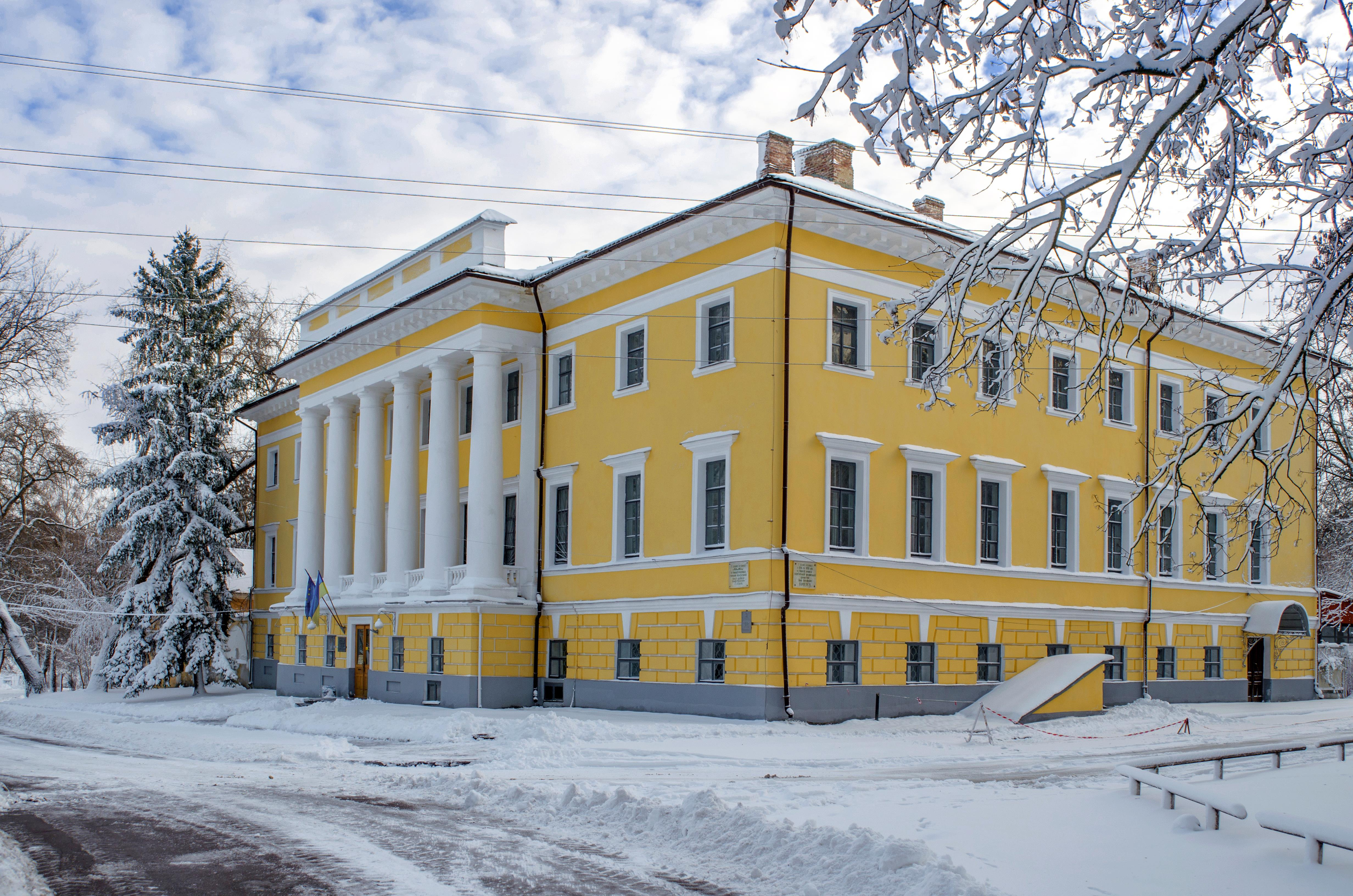
Історичний музей імені Василя Тарновського (будівля колишньої чоловічої гімназії)
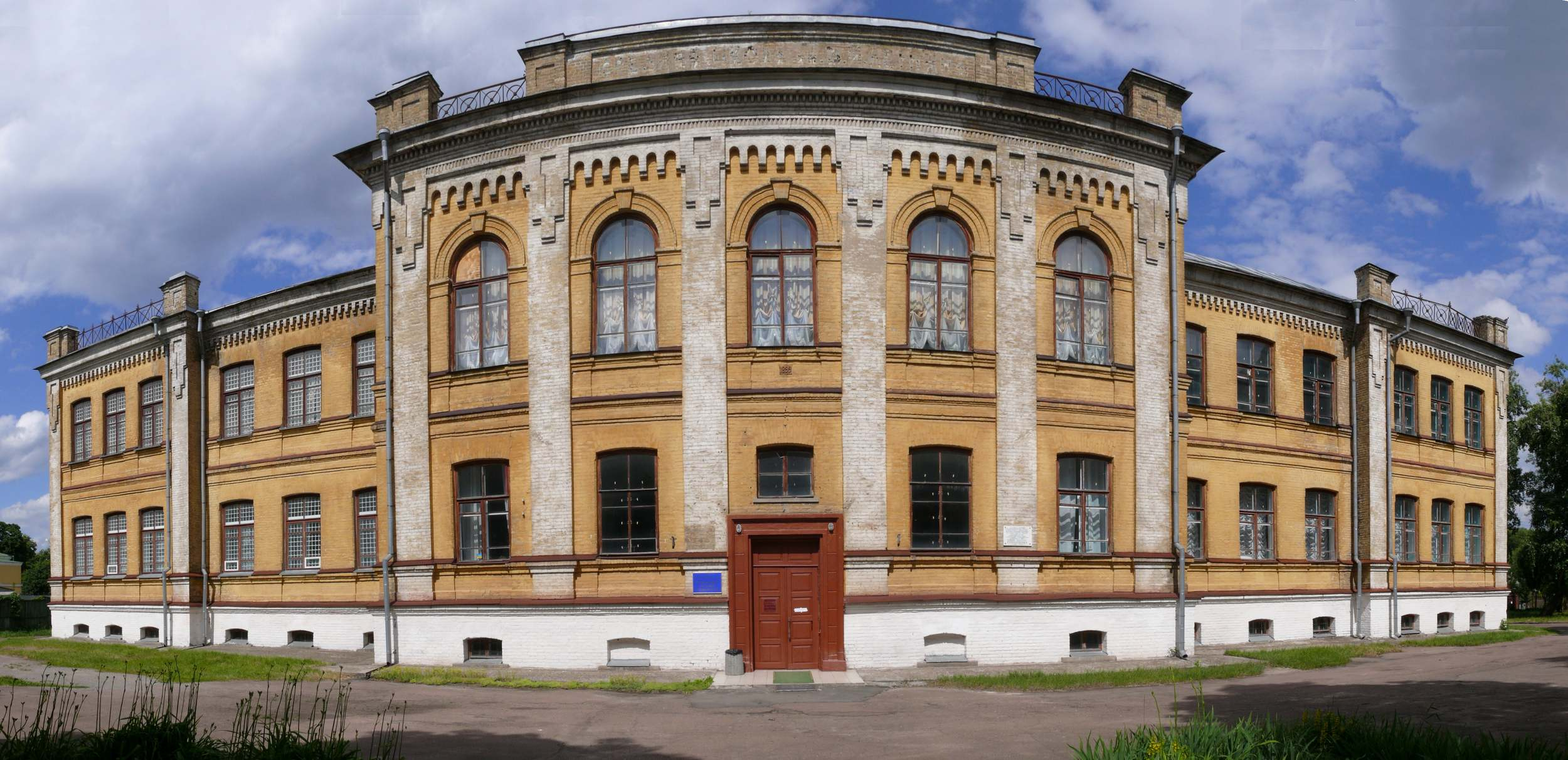
Художній музей імені Григорія Ґалаґана (будівля колишньої жіночої гімназії)
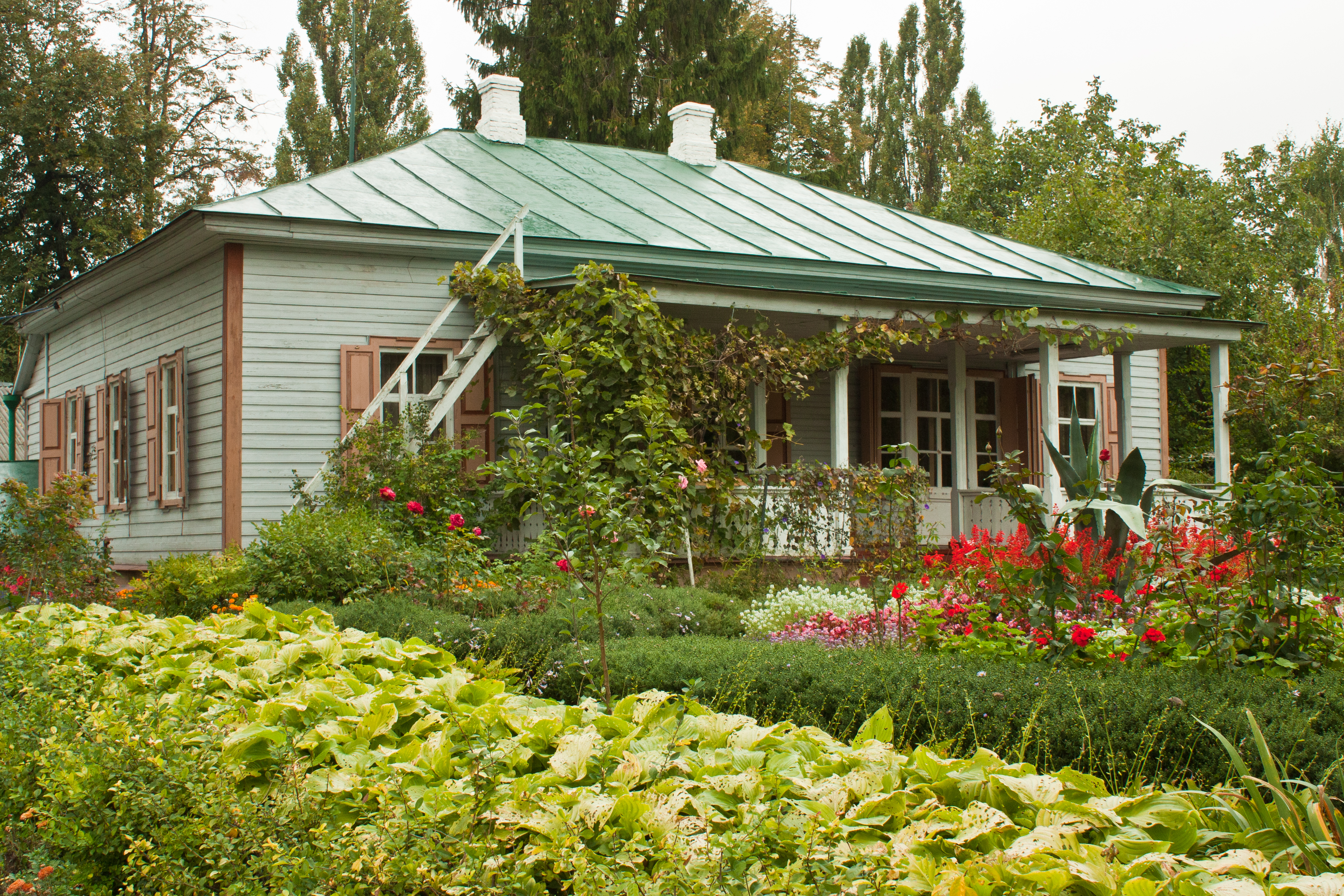
Садиба Коцюбинського

## Пам'ятки історії та культури
- Княжої доби:
  - Дитинець

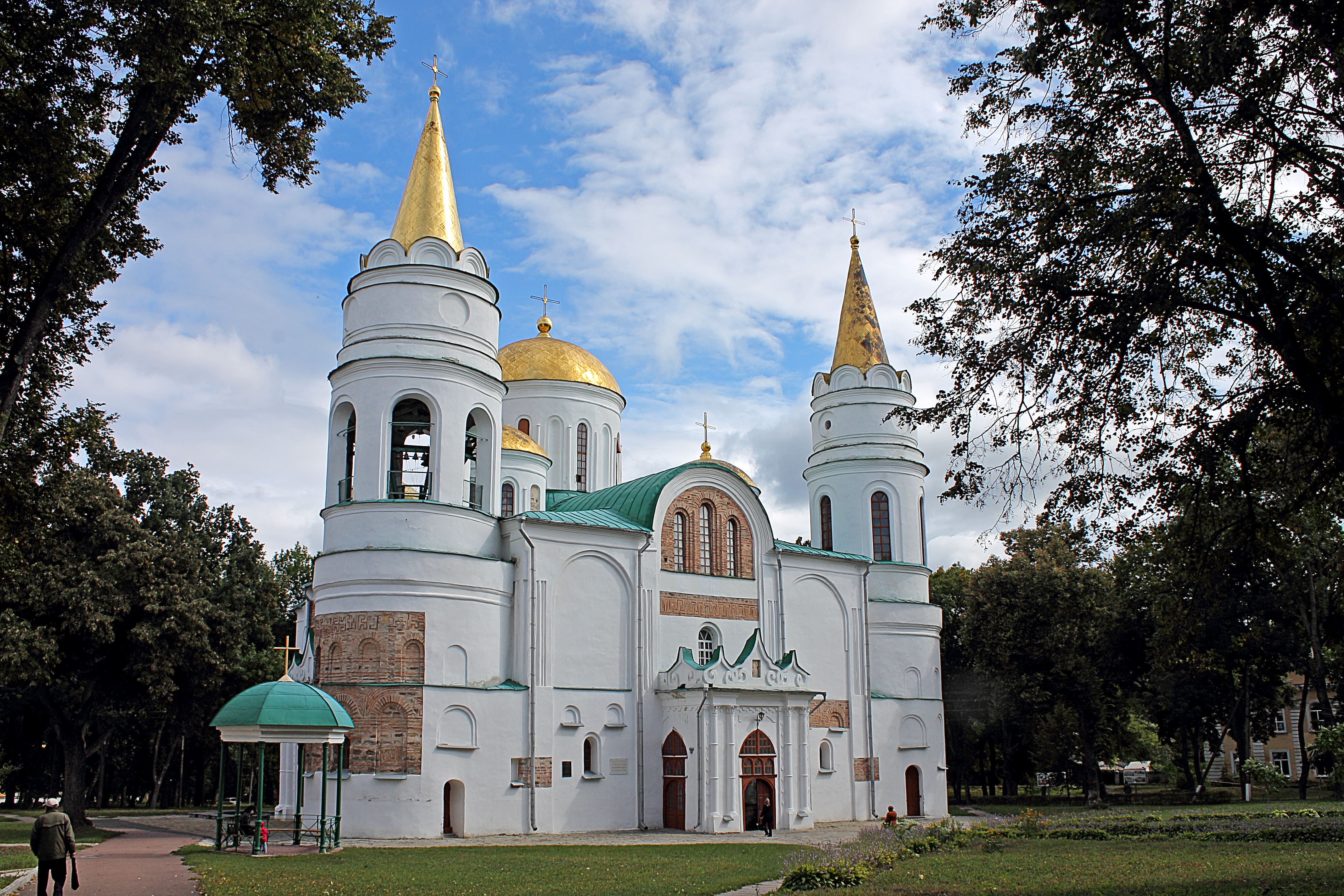
Спасо-Преображенський собор

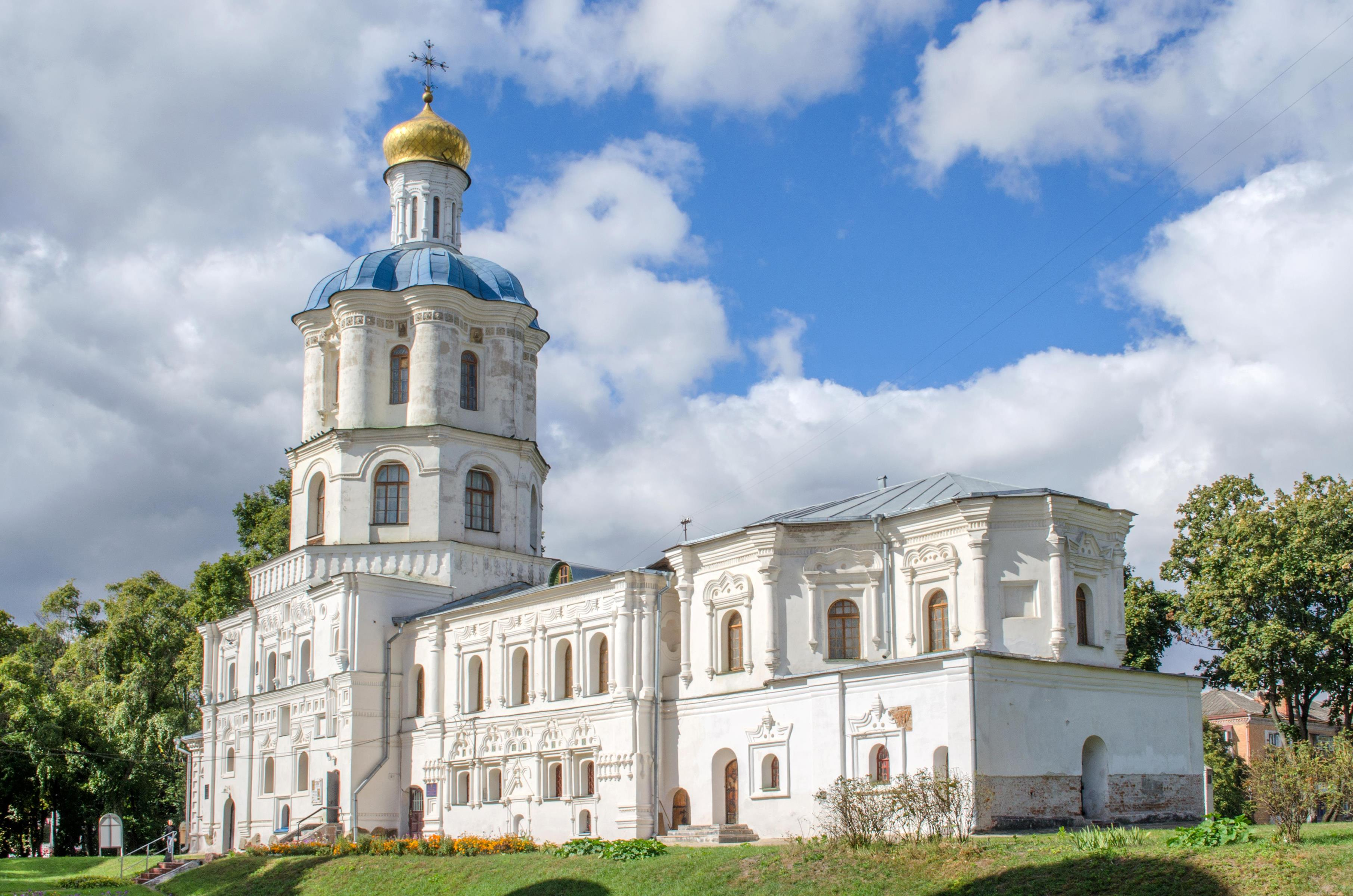
Чернігівський колегіум

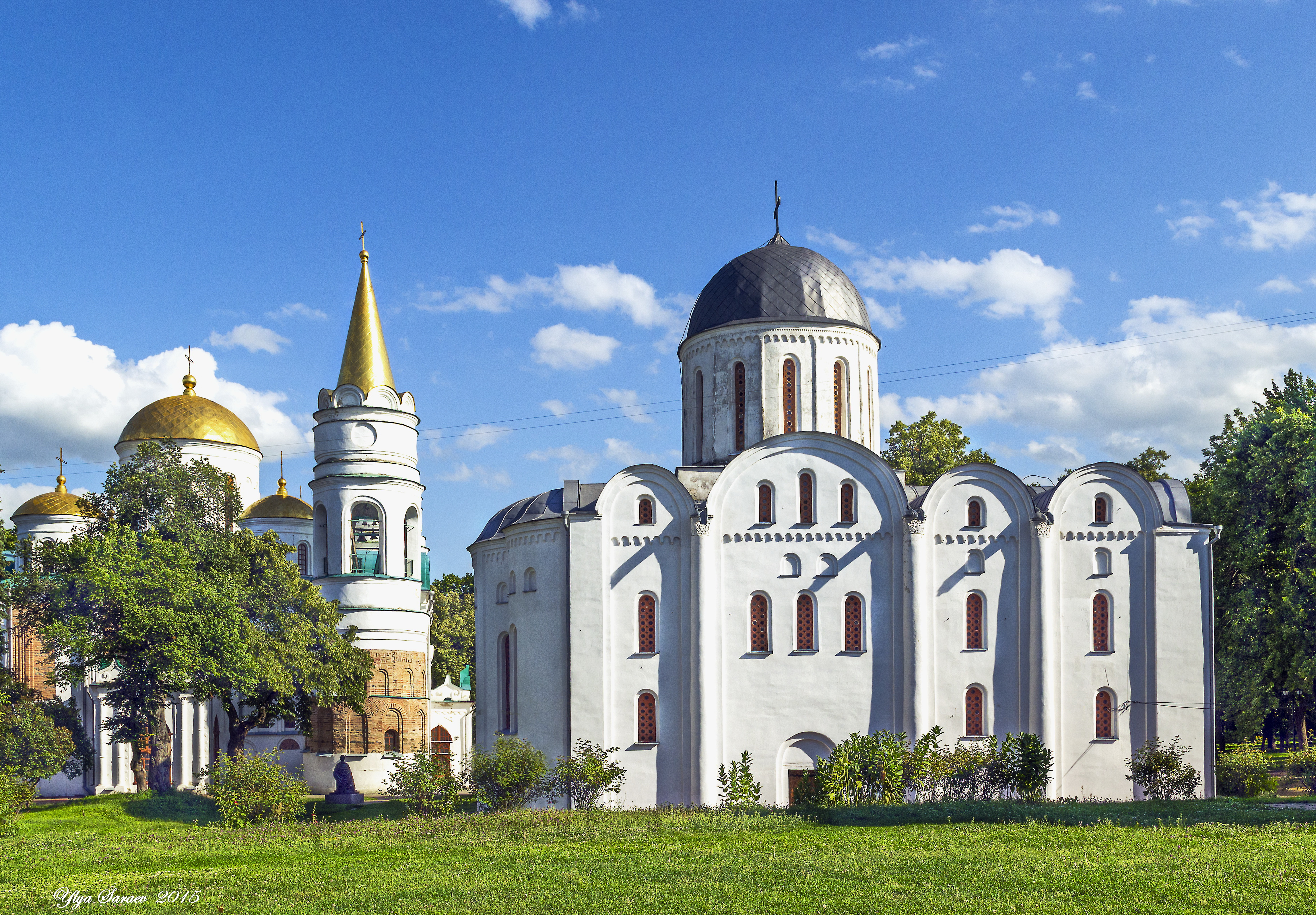
Собор Бориса й Гліба

Пам'ятний знак воїнам-афганцям

  - Спасо-Преображенський (Спаський) собор (XI ст.)
  - Борисоглібський собор
  - Іллінська церква (XII ст.)
  - Успенський собор (XII ст.)
  - Єлецький монастир (XII ст.)
  - П'ятницька (св. Параскеви) церква
  - Курган Чорна могила (X ст.)
  - Кургани Безіменний і Гульбище
- XVII—XX століть:
  - Чернігівський колегіум (1702)
  - полкова канцелярія — дім Лизогуба (кінець XVII століття)
  - собор Троїцького Іллінського монастиря (1679—1689)
  - Катерининська церква (1715)
  - Будинок театру (1958, архітекти Д. Фрідлін, С. Тутученко та інші)
  - Меморіальний комплекс Слави воїнів, партизан та підпільників та могила невідомого солдата
  - Будинок колишньої губернської земської управи

## Релігія

### Християнство

#### Православ'я
Катерининський собор (ПЦУ)
П'ятницька церква (ПЦУ)
Спасо-Преображенський собор
Свято-Троїцький собор (УПЦ МП)
Храм усіх святих Чернігівських (УПЦ МП)

#### Католицька церква
Храм Зішестя Святого Духа
Церква Різдва Пресвятої Богородиці (УГКЦ)

#### Протестантизм
Церква “Дім Євангелія” (баптизм)
Церква ЄХБ “Віфанія” (баптизм)
Церква адвентистів сьомого дня

## Спорт
Місто у всеукраїнських футбольних змаганнях представляють дві команди — ФК Десна грає в Прем'єр-лізі України (домашній стадіон — Стадіон імені Юрія Гагаріна), а ФК Чернігів грає в Другій лізі (домашній стадіон — Чернігів-Арена).
У місті грають три професійні волейбольні клуби: «Буревісник-ШВСМ» й «Педуніверситет-ШВСМ» — серед чоловіків і «Педуніверситет-ШВСМ» — серед жінок.
У 2009 році було засновано баскетбольний клуб Чернігів.
Відома чернігівка Тетяна Веккер — рефері зі снукеру.

## Уродженці Чернігова

### Діячі культури
З Чернігова бере свій початок знаменита династія Плисецьких-Мессерерів, до якої належать велика радянська балерина Плісецька Мая Михайлівна, актриса німого кіно Ра Мессерер, актриса Анна Плисецька, знаменитий радянський балетмейстер, народний артист СРСР Асаф Мессерер, художник Борис Асафович Мессерер, герой Другої Світової війни Марк Єзерський, що захистив своїм тілом артилерійську гармату.
- Сукач Микола Васильович — музикант та головний диригент.
- Лаптій Олександр Миколайович — театральний режисер, актор театру та кіно, педагог, військовослужбовець.
- Єршов Геннадій Олексійович — скульптор-монументаліст
- Вікторія Апанасенко (нар. 18 червня 1994) — модель, переможниця конкурсу «Міс Україна Всесвіт 2022».[61][62]

### Вчені
- Крутень Матвій Самсонович (1737 — 1770) — український вчений-медик, один із перших українських фізіологів, прабатько вчення про рефлекси, доктор медицини.
- Рапопорт Йосип Абрамович (1912 — 1990) — радянський вчений-генетик, член-кореспондент АН СРСР, лауреат Ленінської премії, Герой Соціалістичної Праці.

### Військові
- Авдєєнко Петро Петрович (1901 — 1956) — генерал-майор, Герой Радянського Союзу, командир 51-го стрілецького корпусу 38-ї армії Воронезького фронту.
- Ардашев Віктор Федорович — полковник Армії Української Народної Республіки.
- Бутусов Юрій Юрійович (1989—2015) — капітан, командир групи спеціального призначення 3-го полку спеціального призначення.
- Аркадій Валійський — український військовий діяч, офіцер Армії УНР.
- Ганжа Петро Андрійович — начальник дивізії Дієвої армії УНР.
- Денисов Микола Віталійович (1990—2019) — старший сержант Збройних сил України, учасник російсько-української війни.
- Жабинський Дмитро Іванович (1920—1945) командир ескадрильї 75-го гвардійського штурмового авіаційного полку 1-ї гвардійської штурмової авіаційної дивізії 8-ї повітряної армії 4-го Українського фронту майор ВПС Герой Радянського Союзу.
- Науменко Петро Олексійович — полковник Армії УНР[63].
- Ткаченко Сергій Володимирович (1981—2023) — майор Збройних сил України, учасник російсько-української війни. Герой України (посмертно).
- Хайневський Гнат Павлович — підполковник Армії УНР[64].
- Чміль Борис Федорович — полковник Армії УНР
- Шведюк Яків Васильович — каптенармус 4-ї Київської дивізії Армії УНР, Герой Другого Зимового походу
- Сисков Дмитро Вадимович (1980—2018) — молодший сержант, командир 3-го відділення 1-го взводу 3-ї роти «Донбас» 16-го ОМПБ 58-ї ОМПБр, Збройних сил України, загинув при виконанні обов'язків, під час війни на сході України поблизу с. Жолобок (Попаснянський район)[65].
- Шпак Володимир Віталійович (1984—2021) — старший лейтенант Збройних сил України, учасник російсько-української війни.

### Держслужбовці
- Владислав Атрошенко — мер Чернігова, народний депутат України IV, VII і VIII скликань.
- Балабанов Михайло (Самуїл) Соломонович — член Української Центральної Ради.
- Олег Ляшко — депутат Верховної Ради, лідер Радикальної парії.
- Хропатий Борис Федорович (1944 — 2008) — секретар Рахункової палати України.
- Яхнович Олександр Наумович — народний комісар постачання та харчової промисловості Казахської РСР.

### Спортсмени
- Батюк Олександр Михайлович — лижник.
- Беркут Наталія Петрівна (* 1975) — українська спортсменка-легкоатлетка. Рекордсменка України в бігу на 5000 та 10000 метрів.
- Дмитренко Христина Романівна — біатлоністка.
- Прима Артем Андрійович — біатлоніст.
- Рудич Ярослав — чемпіон Чернігова та області з боксу, загинув у російсько-українській війні[66][67].
- Хвостенко Оксана Юріївна — біатлоністка.
- Чубук Кирило Павлович — Веслування на байдарках

## Міста-побратими
Чернігів має 13 міст-партнерів:
- Меммінген, Німеччина
- Тарнобжег, Польща
- Огре, Латвія
- Габрово, Болгарія
- Петах-Тіква, Ізраїль
- Градець-Кралове, Чехія
- Прилеп, Північна Македонія
- Ряшів, Польща[69]
- Лаппеенранта, Фінляндія
- Аахен, Німеччина [70]
- Реймс, Франція[71][72]
- Сен-Дені, Франція
- Вайт-Плейнс, Сполучені Штати Америки[73]

1 березня 2016 року Чернігів розірвав побратимські відносини з російськими містами Брянськ, Митищі, Ростов, Псков через агресію Російської Федерації проти України. 31 травня 2022 року місто розірвало угоду про партнерство та співробітництво з білоруським містом Гомель через участь Білорусі у вторгненні РФ на територію України.